# 해운대구

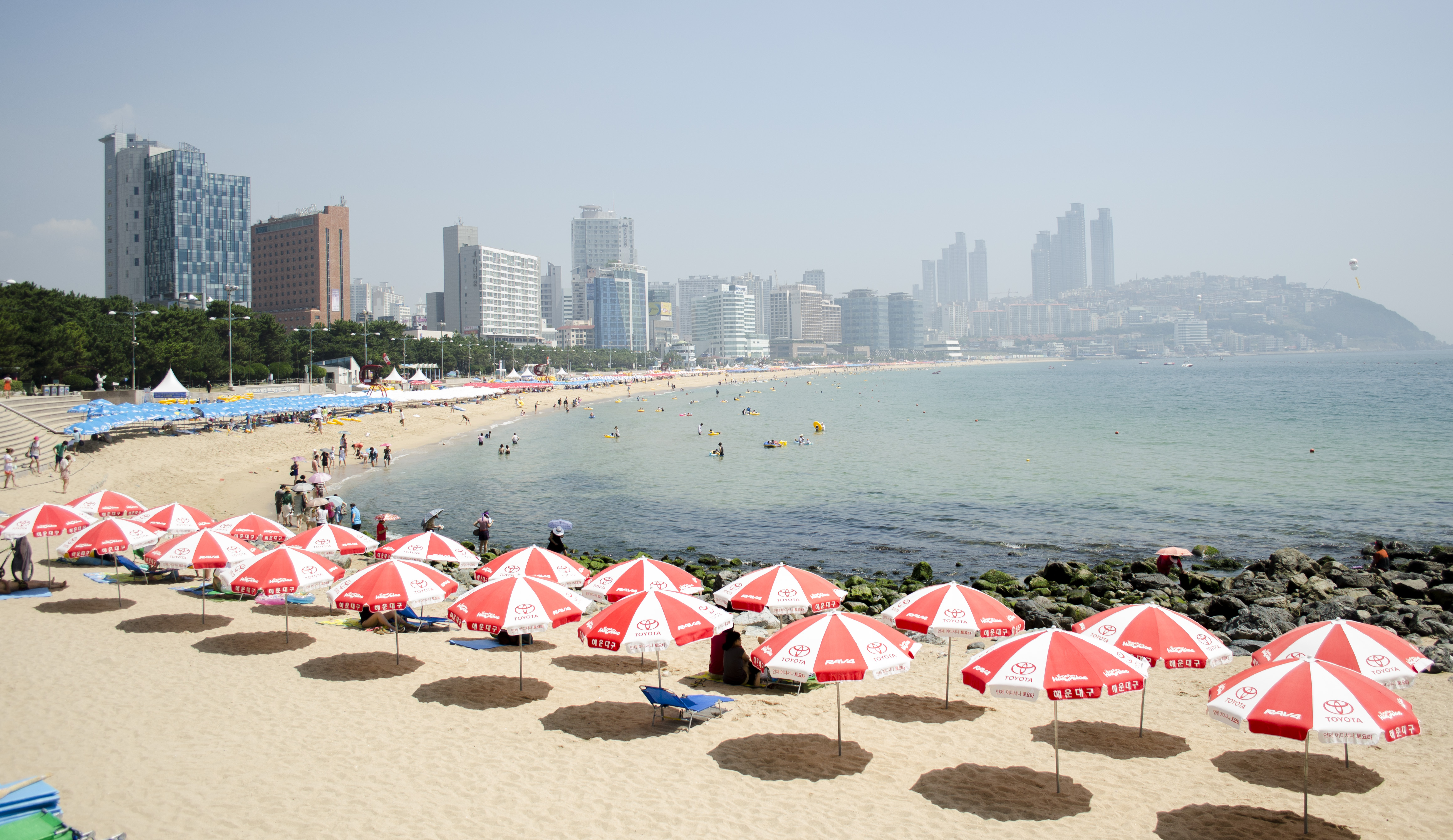
해운대 해수욕장

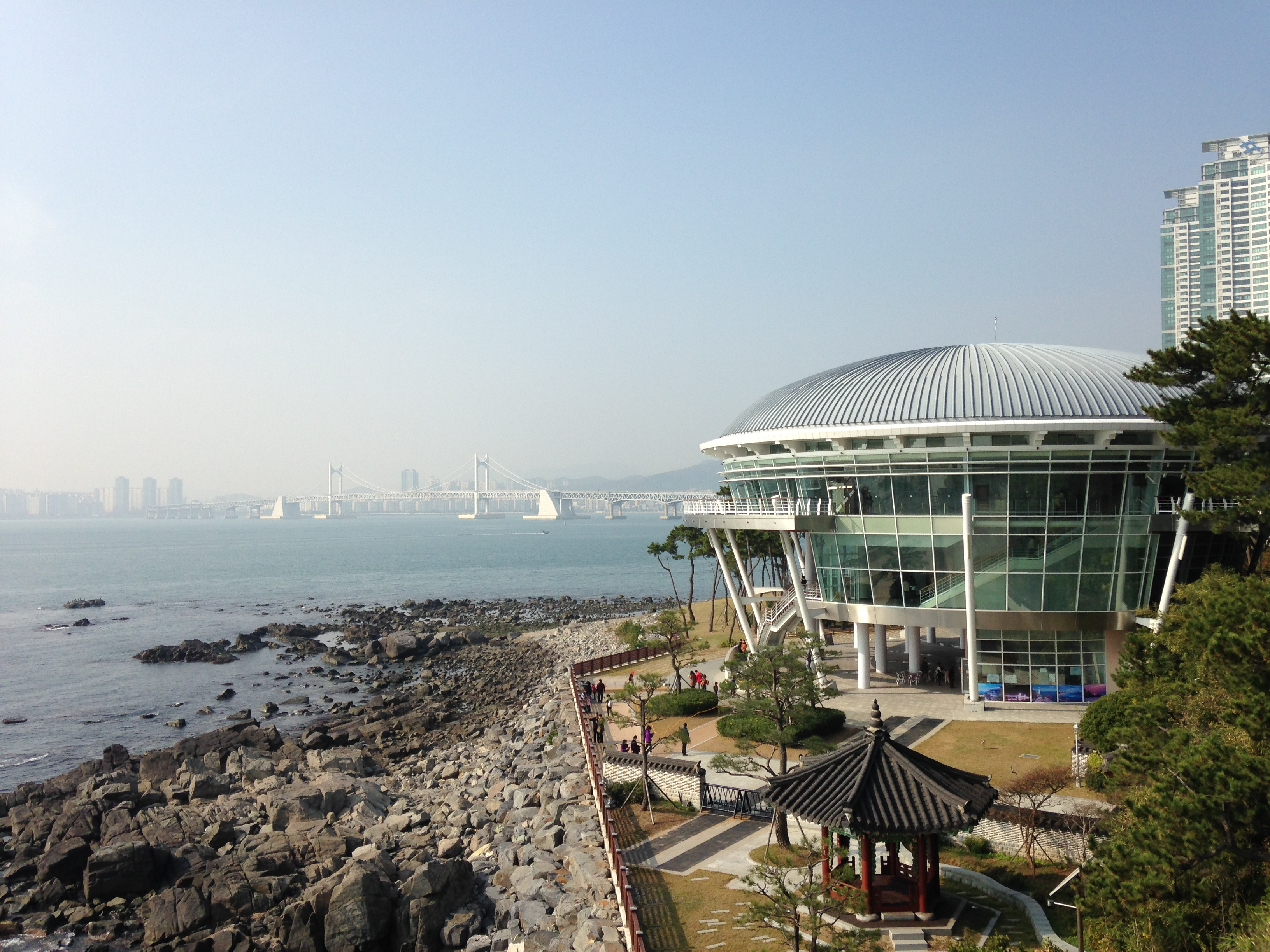
누리마루와 광안대교

해운대구(海雲臺區)는 대한민국 부산광역시 동부에 있는 구이다. 해운대해수욕장과 센텀시티, 마린시티, 해운대 신시가지 등으로 유명하다.
해운대(海雲臺)라는 이름은 신라 말의 석학 고운 최치원의 자 해운(海雲)에서 따온 것이다. 고운 선생이 벼슬을 버리고 가야산으로 가던 중 해운대에 들렀다가 달맞이 일대의 절경에 심취되어 떠나지 못하고 머무르며 동백섬 남쪽 암벽에 '해운대'라는 세 글자를 음각함으로써 이곳의 지명이 되었다고 전해오고 있다.

## 역사
해운대는 삼한시대에는 거칠산국과 장산국 지역이었으며, 통일신라시대 경덕왕 15년에 동래군으로 개칭되었다. 그 이후 고려 현종 9년 울주에 병합되었다가, 조선시대를 거쳐 동래군 동면, 구한말에는 동래부 동하면이 되었고, 1942년 부산시 수영출장소에 편입되었다.
- 1953년 9월 : 부산시 해운대출장소가 발족하였다. (3동: 우동, 중동, 좌동)
- 1957년 1월 1일 : 부산시의 구제 실시로 동래구 해운대출장소로 개편되었다.
- 1963년 1월 1일 : 부산시가 직할시로 승격되면서 동래군 기장면 송정리가 편입되었다.
- 1976년 5월 1일 : 시 직할 출장소로 승격하였다. (6동: 우1·2동, 중1·2동, 좌동, 송정동)
- 1978년 1월 1일 : 동래구에서 반여·반송지역 6개동(반여1·2동, 석대동, 반송1·2동, 재송동)이 편입되었다. (12동)
- 1980년 4월 1일 : 해운대출장소가 해운대구로 승격하였다.[4] (14동: 우1·2동, 중1·2동, 좌동, 송정동, 반여1·2·3동, 석대동, 반송1·2·3동, 재송동)
- 1988년 5월 1일 : 해운대구가 자치구로 승격하였다.
- 1991년 9월 25일 : 재송동을 재송1·2동으로 분동하였다. (15동)
- 1994년 8월 31일 : 관광특구로 지정되었다.[3]
- 1995년 1월 1일 : 부산직할시가 부산광역시로 개칭되어 부산광역시 해운대구가 되었다.[5]
- 1998년 10월 1일 : 석대동을 반송1동에 편입하였다. (14동)
- 2003년 12월 31일 : 좌동을 좌1·2·3·4동으로 분동하였다.[6] (17동)
- 2005년 9월 5일 : 반여1동을 반여1동, 반여4동으로 분동하였다.[7] (18동)
- 2015년 10월 1일 : 반송1동, 반송3동을 반송1동으로 합동하였다. (17동)
- 2016년 1월 1일 : 우1동을 우1동, 우3동으로 분동하고, 우3동에 우2동의 일부를 편입하였다.[8] (18동)
- 2017년 2월 1일 : 재송1동에 반여1동의 일부(0.12 km2)를 편입하였다.[9]
- 2020년 6월 12일: 금정구 금사동 중 대우금사아파트 지역을 반여4동에 편입하였다.[10]

## 지리
수영만의 동쪽 연안의 해운대 일대에서 후방의 산중에 퍼진다. 구역의 서쪽으로 수영강이 흘러 이것을 거의 경계로서 수영구, 동래구와 인접해 있다. 서북으로 금정구, 동쪽에서 기장군과 접한다.
최고봉은 해운대 해수욕장의 배후에 있는 장산(634 m)인데, 1978년에 행정 구역 개편으로 장산의 북쪽에 있는 반여동·반송동이 해운대구에 편입되어 구의 중앙부에 위치하게 되었다. 해운대해수욕장에서 동쪽에 있는 송정해수욕장도 해운대구에 속한다. 센텀시티, 해운대 마린시티, 해운대 신시가지 등의 주거지를 중심으로 해운대 해수욕장, 달맞이 고개, 동백섬과 각종 편의시설 및 랜드마크가 포진되어 있다.

## 행정 구역
2017년 12월 31일 기준으로 해운대의 인구와 현황은 아래와 같다.

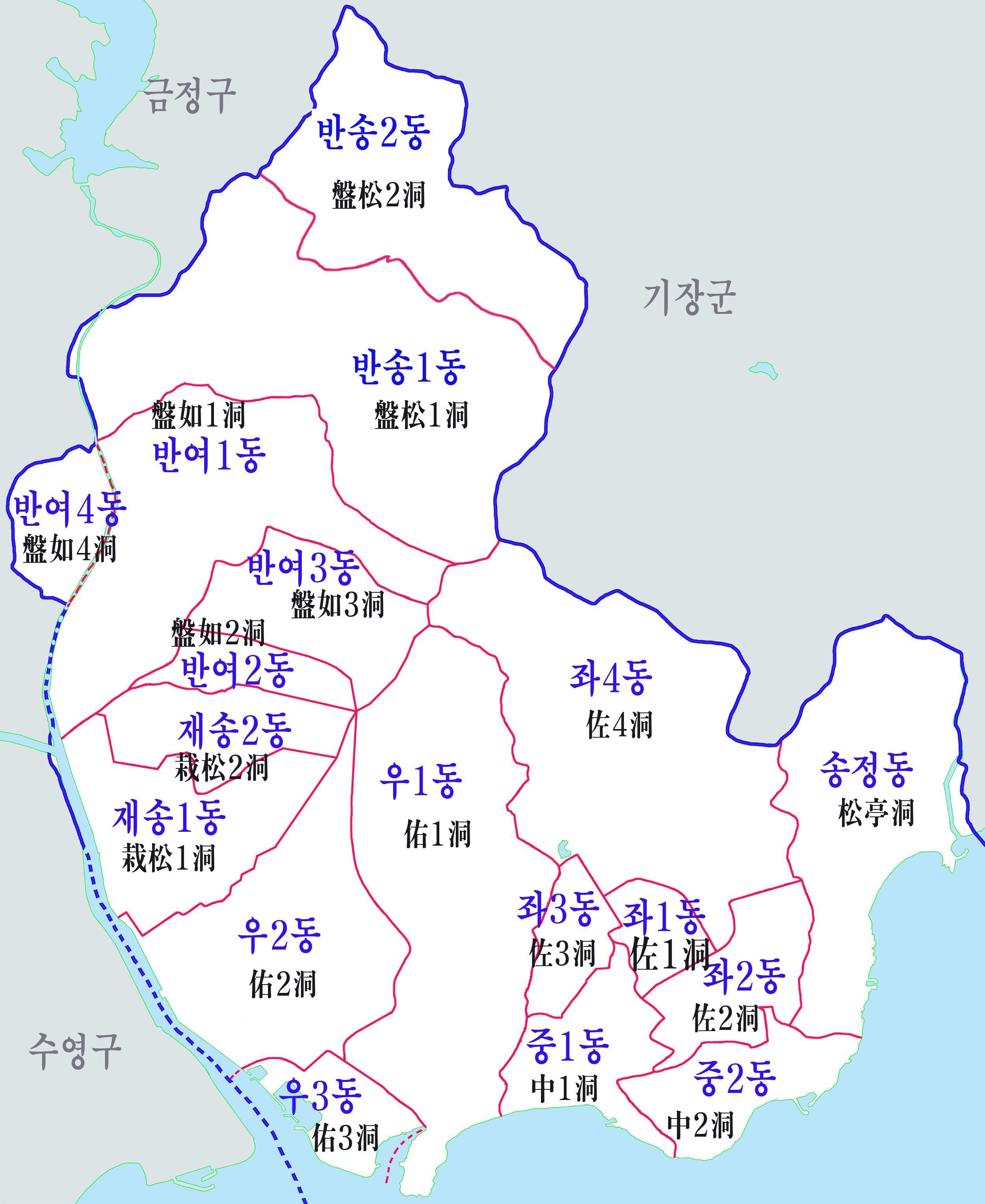

| 행정동    | 한자      | 면적 (km2) | 인구    | 세대    |
| --------- | --------- | ---------- | ------- | ------- |
| 우제1동   | 佑第1洞   | 6.96       | 21,747  | 9,810   |
| 우제2동   | 佑第2洞   | 3.21       | 29,511  | 10,801  |
| 우제3동   | 佑第3洞   | 0.83       | 28,629  | 10,382  |
| 중제1동   | 中第1洞   | 1.06       | 22,840  | 9,703   |
| 중제2동   | 中第2洞   | 1.84       | 16,356  | 7,168   |
| 좌제1동   | 佐第1洞   | 0.73       | 19,077  | 7,502   |
| 좌제2동   | 佐第2洞   | 1.44       | 33,644  | 13,415  |
| 좌제3동   | 佐第3洞   | 0.79       | 17,576  | 6,342   |
| 좌제4동   | 佐第4洞   | 6.35       | 24,827  | 8,522   |
| 송정동    | 松亭洞    | 4.16       | 10,284  | 4,702   |
| 반여제1동 | 盤如第1洞 | 5.18       | 37,869  | 13,391  |
| 반여제2동 | 盤如第2洞 | 1.03       | 13,983  | 6,817   |
| 반여제3동 | 盤如第3洞 | 1.01       | 10,352  | 4,877   |
| 반여제4동 | 盤如第4洞 | 1.24       | 16,174  | 5,568   |
| 반송제1동 | 盤松第1洞 | 6.76       | 16,499  | 8,406   |
| 반송제2동 | 盤松第2洞 | 4.59       | 26,726  | 12,459  |
| 재송제1동 | 栽松第1洞 | 2.49       | 37,259  | 13,272  |
| 재송제2동 | 栽松第2洞 | 1.79       | 28,686  | 11,865  |
| 해운대구  | 海雲臺區  | 51.46      | 412,039 | 165,002 |

## 인구
| 연도   | 총인구    | ; |
| ------ | --------- | - |
| 1980년 | 196,653명 |   |
| 1985년 | 224,316명 |   |
| 1990년 | 250,304명 |   |
| 1995년 | 301,139명 |   |
| 2000년 | 374,476명 |   |
| 2005년 | 392,594명 |   |
| 2010년 | 407,851명 |   |
| 2015년 | 409,037명 |   |

## 산업

### 수산업
- 지방어항 : 우동항, 청사포항

과거에 동백섬 APEC 건물 앞 바닷가에는 해녀 탈의실이 있었다.

## 해운대와 문학
- 통일 신라의 시인 최치원은 가야산으로 가던 도중 동백섬에 들러 일대의 경치에 반하여 자신의 호인 '해운(海雲)'을 붙여 동백섬의 한 절벽을 해운대라고 이름 붙였다. 이후 의미가 확장돼 현재 협의로는 '해운대 해수욕장', 광의로는 '해운대구'의 뜻으로 쓰인다. 동백섬 언덕 마루에는 최치원의 동상과 그의 시비가 있다. 최치원은 후대에 해운대를 찾은 문인들의 작품에서 방랑객, 신선의 모습으로 자주 등장하게 된다. 참고로 최치원이 당나라에서 벼슬 생활을 하면서 토황소격문을 쓴 곳이 양저우 시였다. 최치원이라는 공통 인물을 매개로 해운대구와 양저우 시 유양구는 2006년 ~ 2007년에 걸쳐 방문단을 교환하였고 자매결연을 맺었다.

- 조선통신사 정사 윤순지(1591년 ~ 1666년)는 일본에서 돌아오는 길에 해운대를 찾아 <내산만점(萊山謾占)>이라는 시를 남겼다. 이 시에서 시인은 최치원을 유학자 신선이라는 뜻으로 최유선이라고 하였고, 해운대를 인간 세상의 가장 기이한 곳이라고 노래하였다.

- 조선 시대 문인 이안눌은 등해운대(登海雲臺, 해운대에 올라)를 지어 해운대에서의 생각, 감정을 시로 썼다. 등해운대 시비는 글로리 콘도 앞 해수욕장쪽 길가에 있다.

- 조선 시대 문인 권반(1419년 ~ 1472년)은 해운대의 일몰을 소재로 다음과 같은 시를 남겼다.

- 해운대 엘레지는 손인호, 조용필 등이 부른 해운대를 주제로 한 노래이다.

- 중동 달맞이 언덕에는 소설 <여명의 눈동자>로 유명한 소설가 김성종이 창립, 운영 중인 추리문학관이 있다. 유명 문인이 강사로 참여하는 달맞이 언덕 철학 축제가 추리문학관에서 여름에 열리며, 이외에도 유명 인사의 강연, 토론회가 열린다.

- 해운대를 주제로 쓴 시에 대한 연구 저서로 <<해운대>>(정경주 저, 경성대학교 한국연구소)가 있다.

## 주요 시설
- 벡스코
- KNN 부산경남방송 (구 PSB 부산방송) (SBS(모기업:태영건설)의 부산경남 네트워크 민영방송사)
- 영화진흥위원회
- 한국청소년상담복지개발원
- 영상물등급위원회
- 해운대 엘시티 더샵
- 해운대609

## 교육
- 사립대학교

|  | - 영산대학교 - 동서대학교 센텀캠퍼스 |

- 고등학교

|  | - 부산기계공업고등학교 - 부산해군과학기술고등학교 - 해운대여자고등학교 - 부산국제외국어고등학교 | - 성심정보고등학교 - 센텀고등학교 - 부산문화여자고등학교 - 해운대고등학교 | - 해운대관광고등학교 - 부흥고등학교 - 신도고등학교 | - 양운고등학교 - 반여고등학교 - 해강고등학교 |

- 평생교육

|  | - 부산골프고등학교 |

- 중학교

|  | - 반송여자중학교 - 인지중학교 - 장산중학교 - 센텀중학교 - 해강중학교 - 해운대중학교 - 해운대여자중학교 - 양운중학교 |

- 초등학교

|  | - 반석초등학교 - 반안초등학교 - 반여초등학교 - 부흥초등학교 - 삼어초등학교 - 상당초등학교 - 센텀초등학교 - 송수초등학교 - 송운초등학교 - 송정초등학교 - 신봉초등학교 - 운봉초등학교 - 인지초등학교 - 장산초등학교 - 재송초등학교 - 좌동초등학교 - 좌산초등학교 - 해강초등학교 - 해림초등학교 - 해송초등학교 - 해운대초등학교 |

- 각종학교

|  | - 부산외국인학교(Busan Foreign School) - 부산국제학교(International School of Busan) |

### 해운대 해수욕장

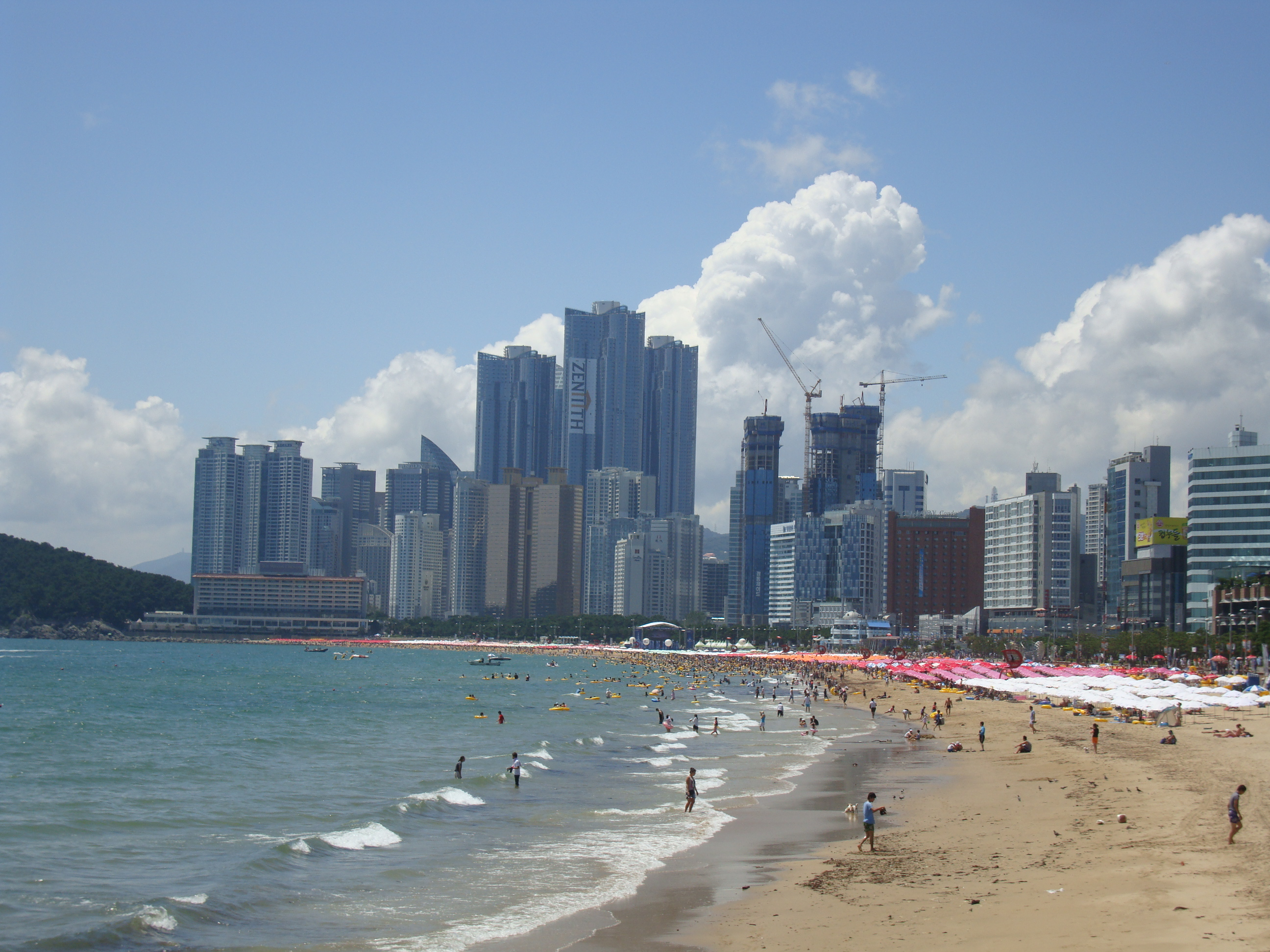
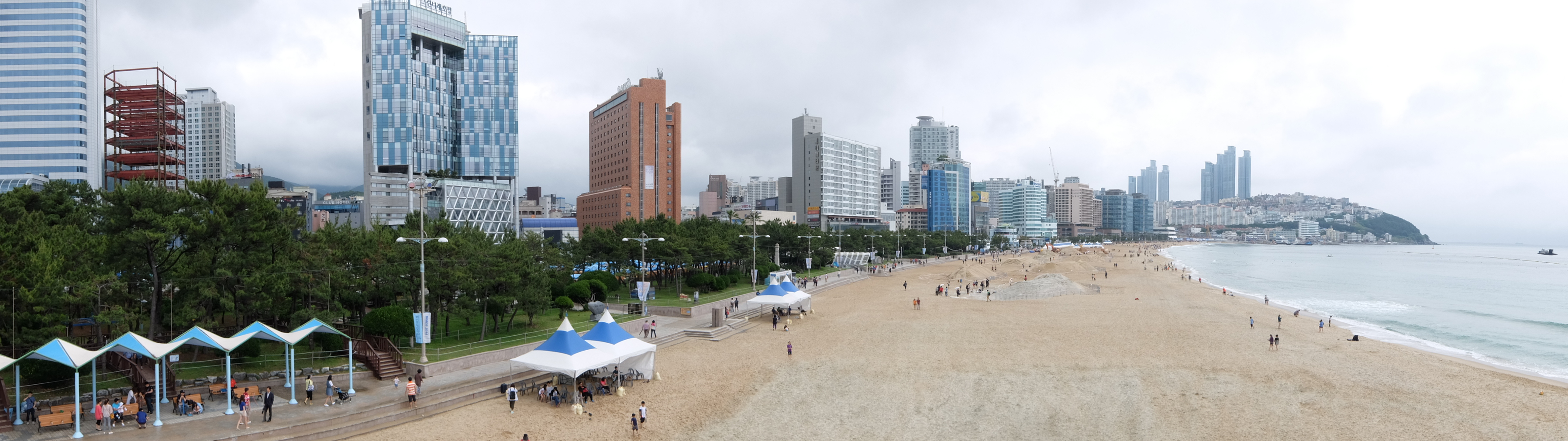
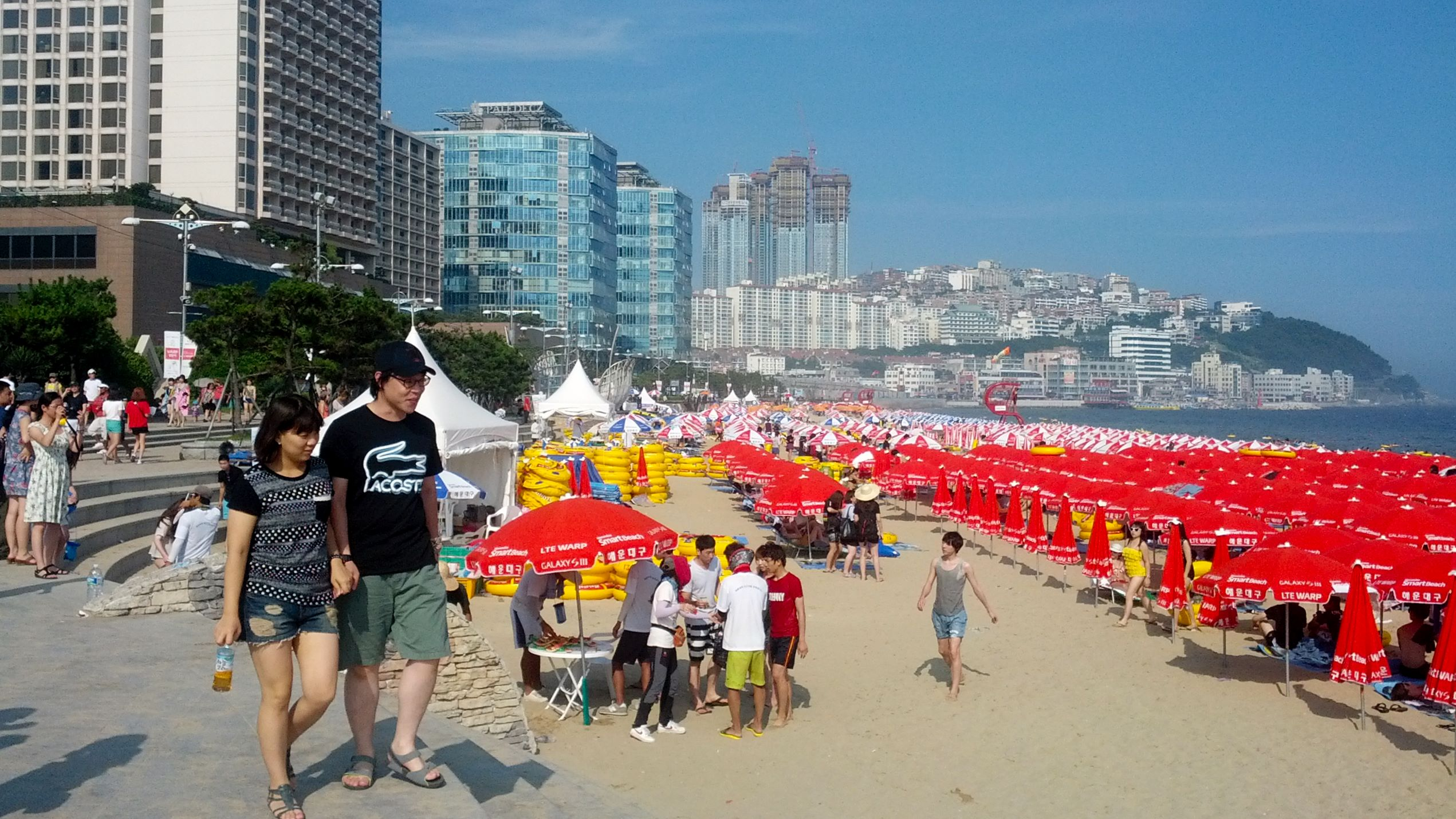
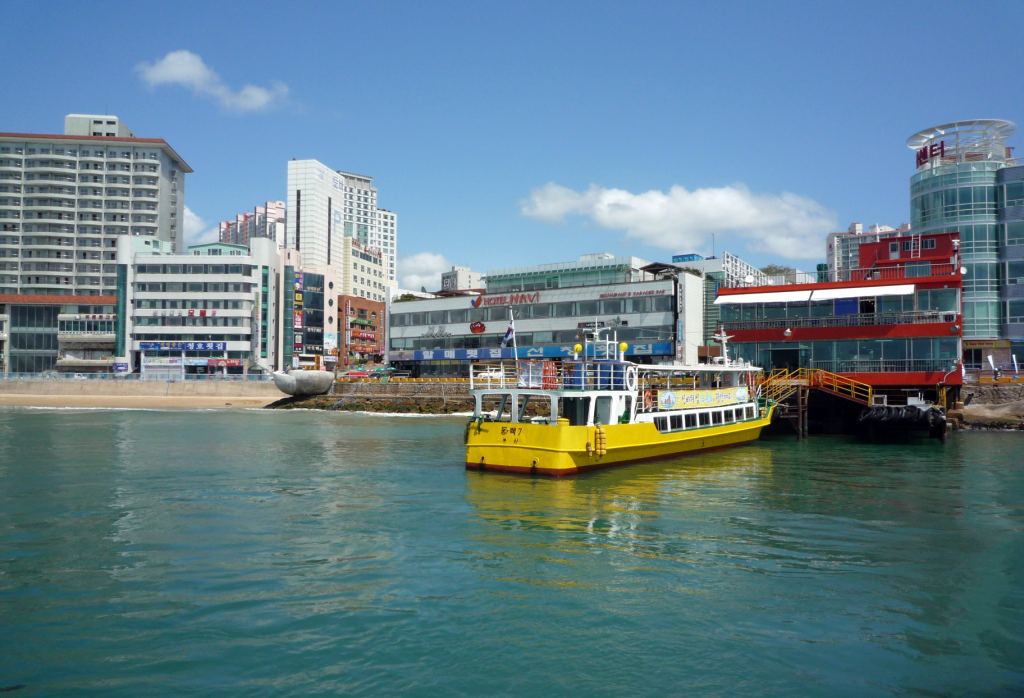
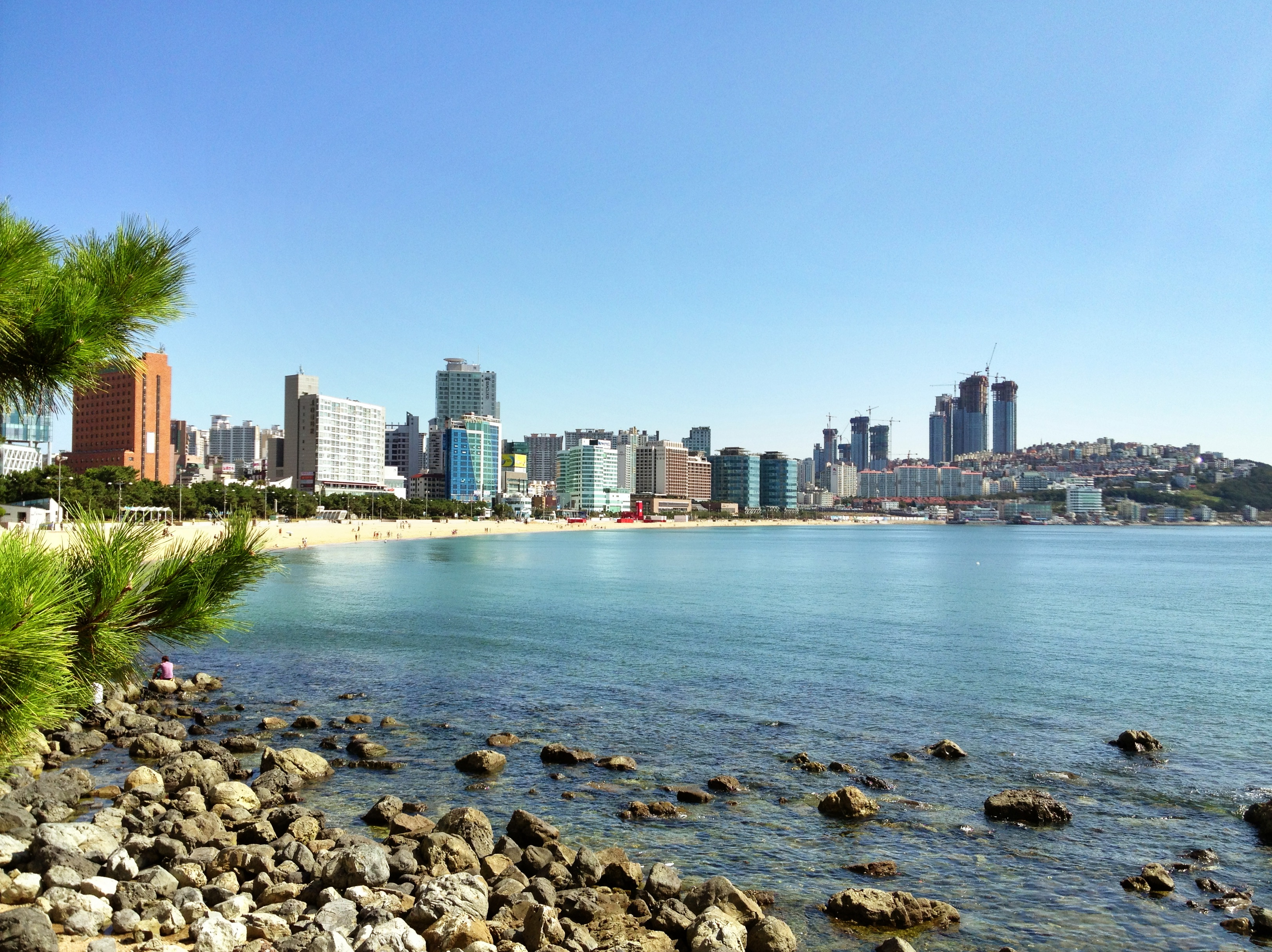

## 갤러리

### 도심 풍경

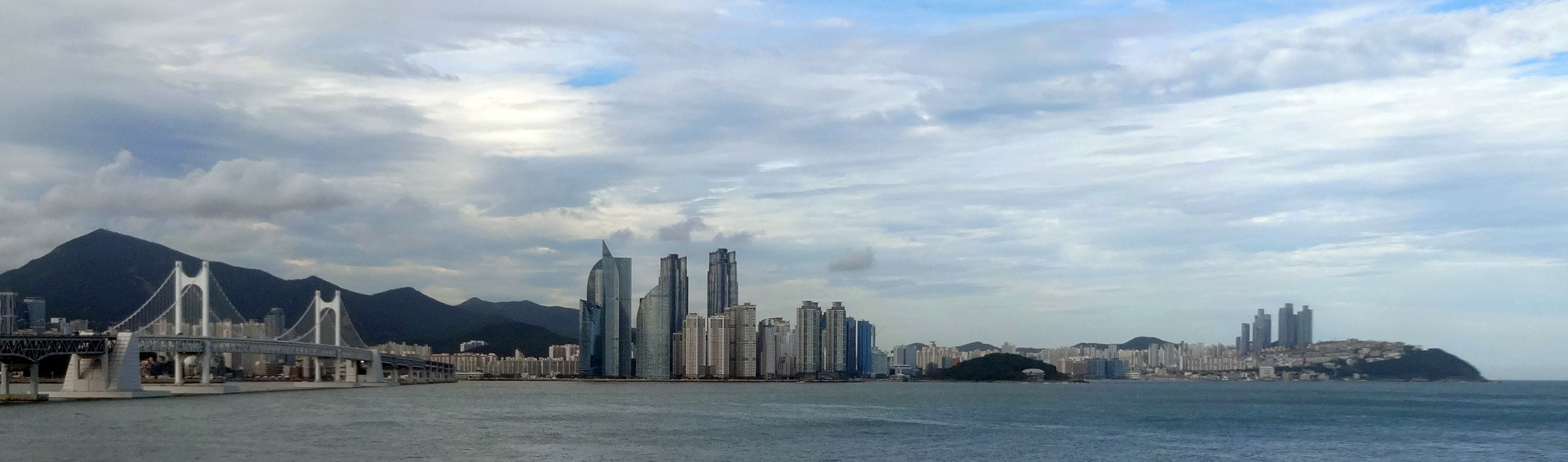
해운대구 스카이라인
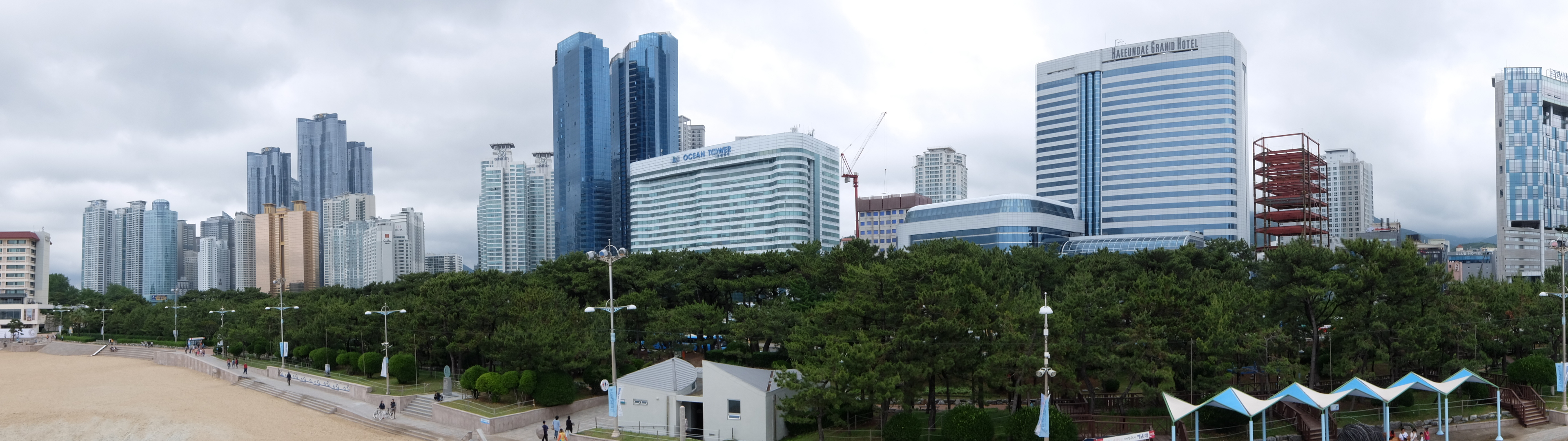
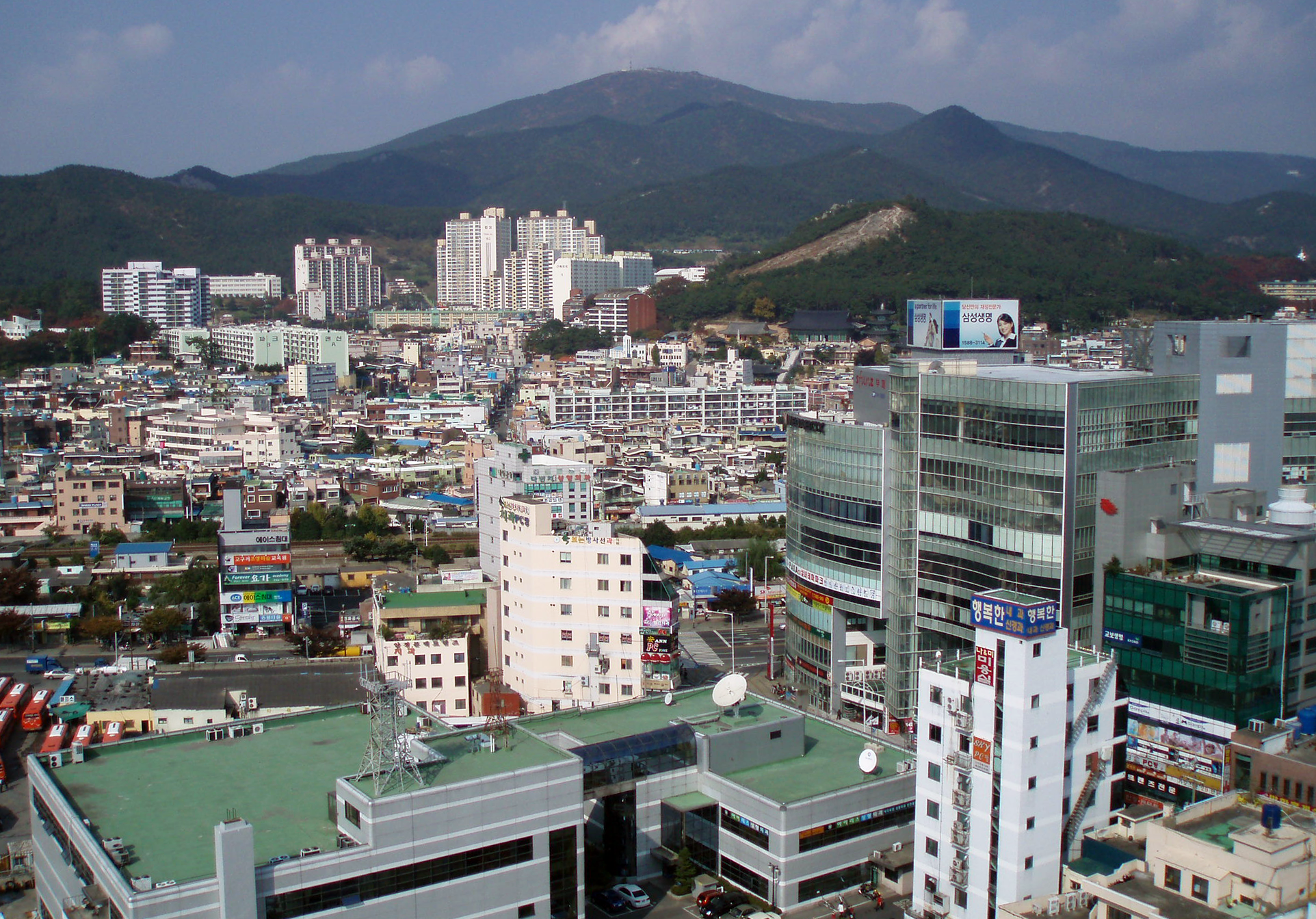
우동 일대
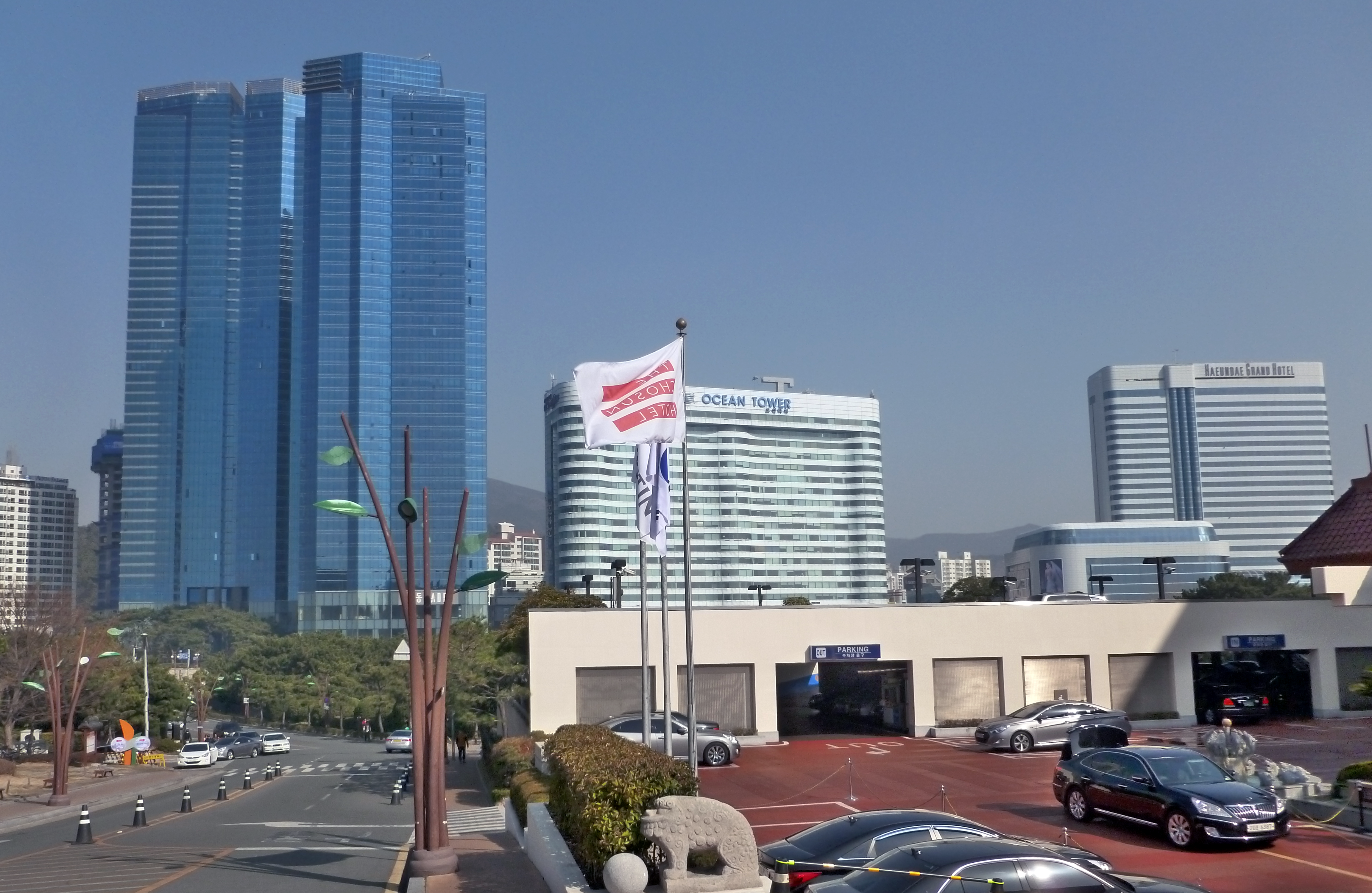
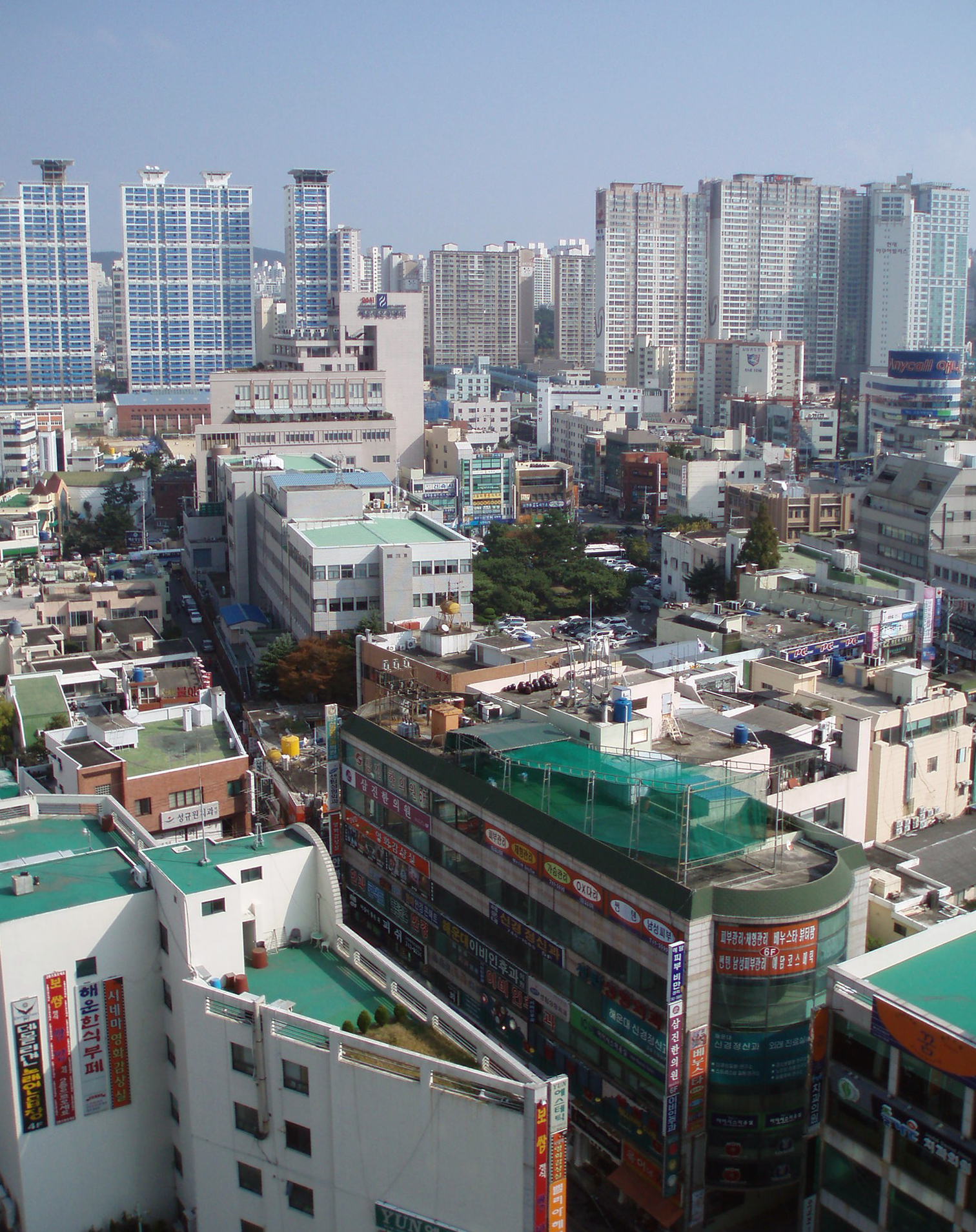
중동 일대
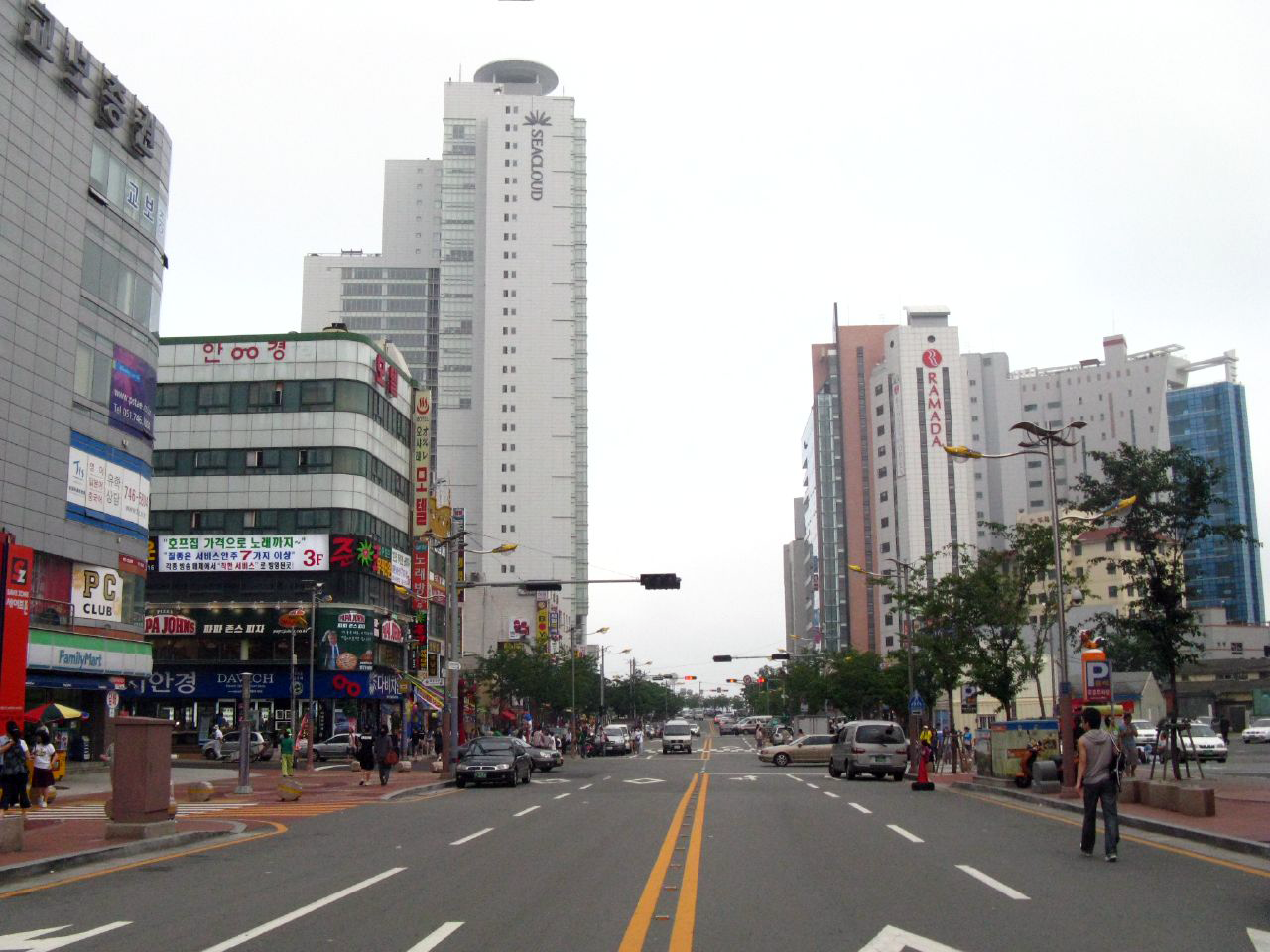
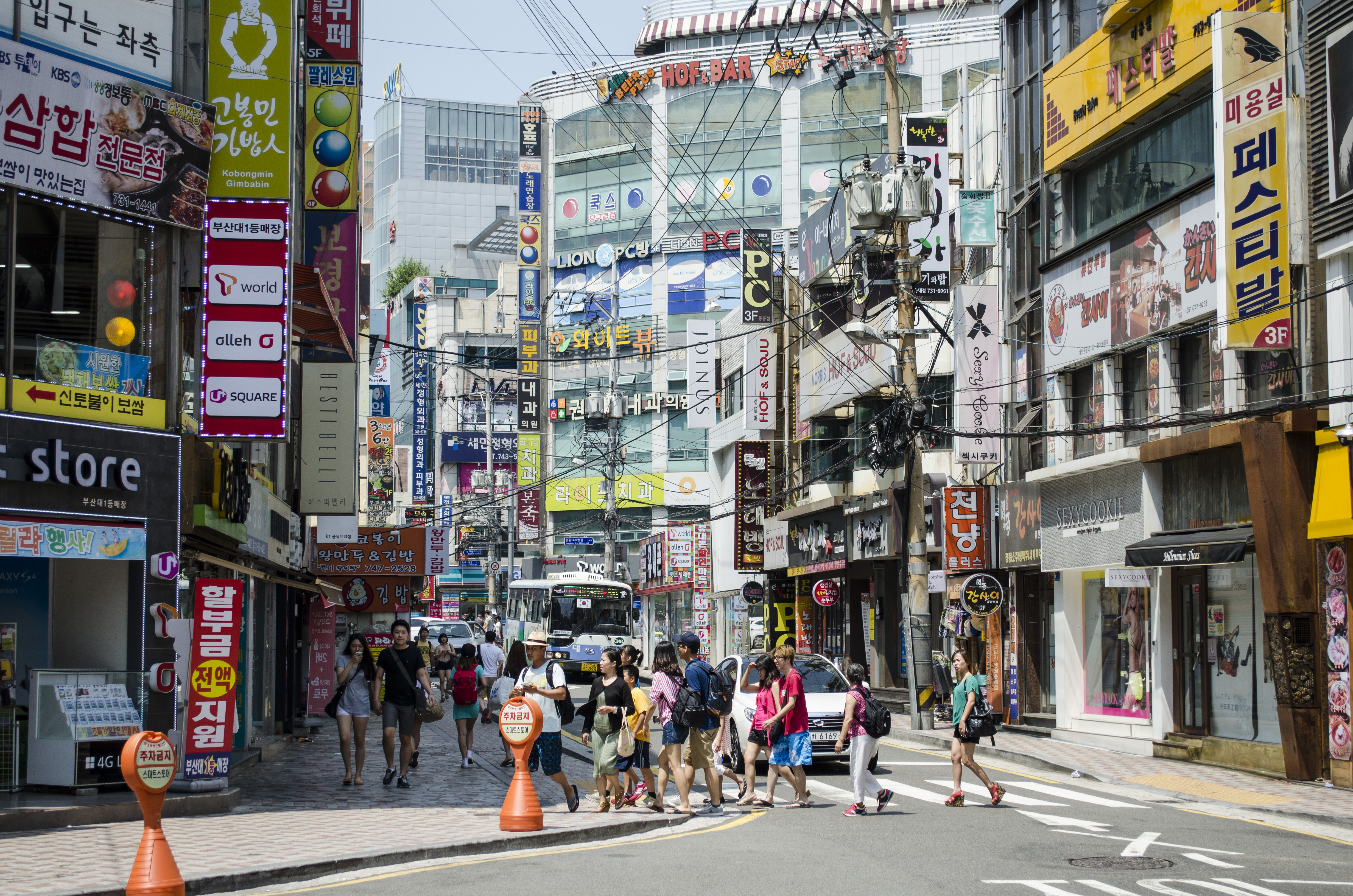
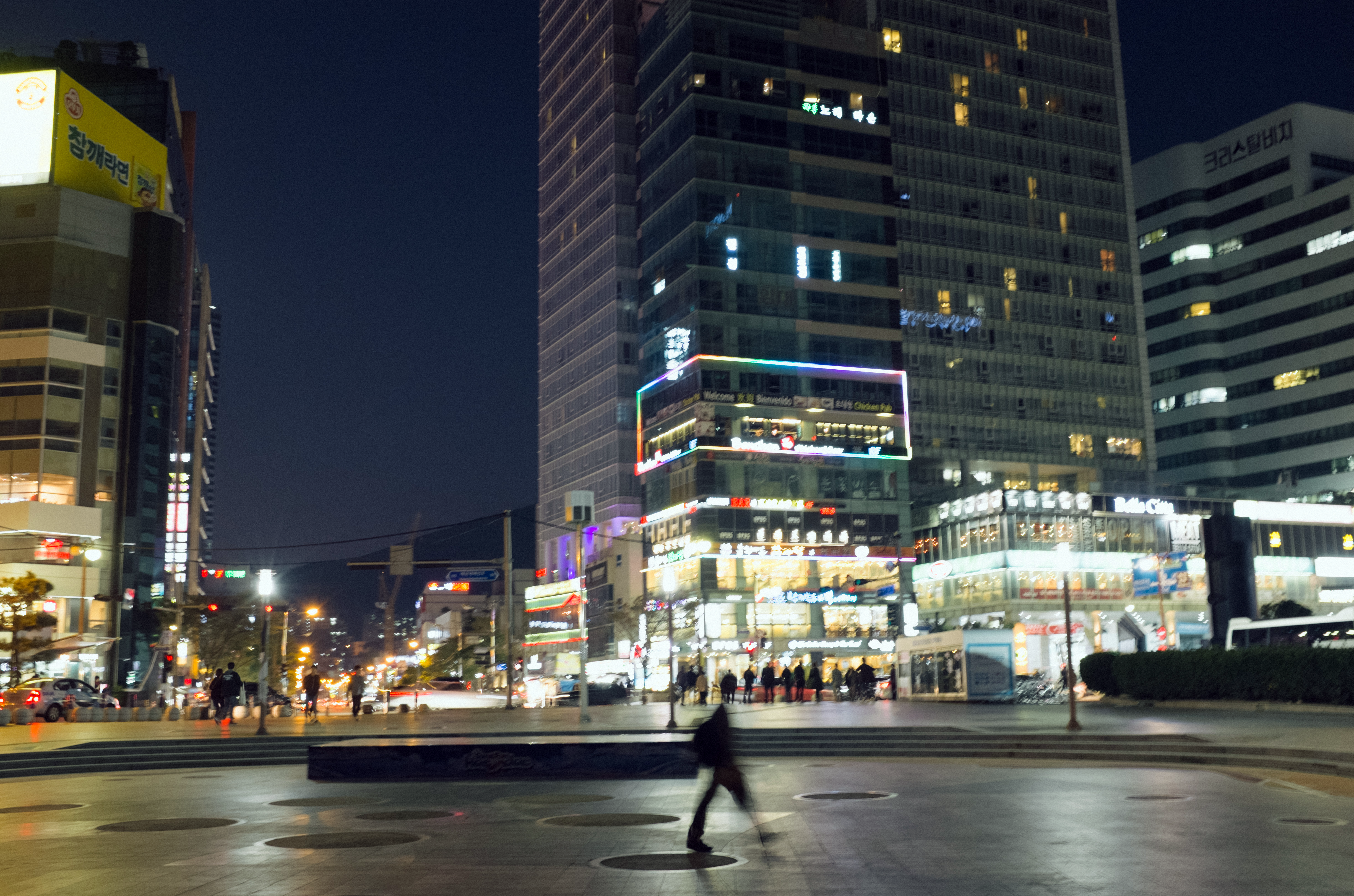
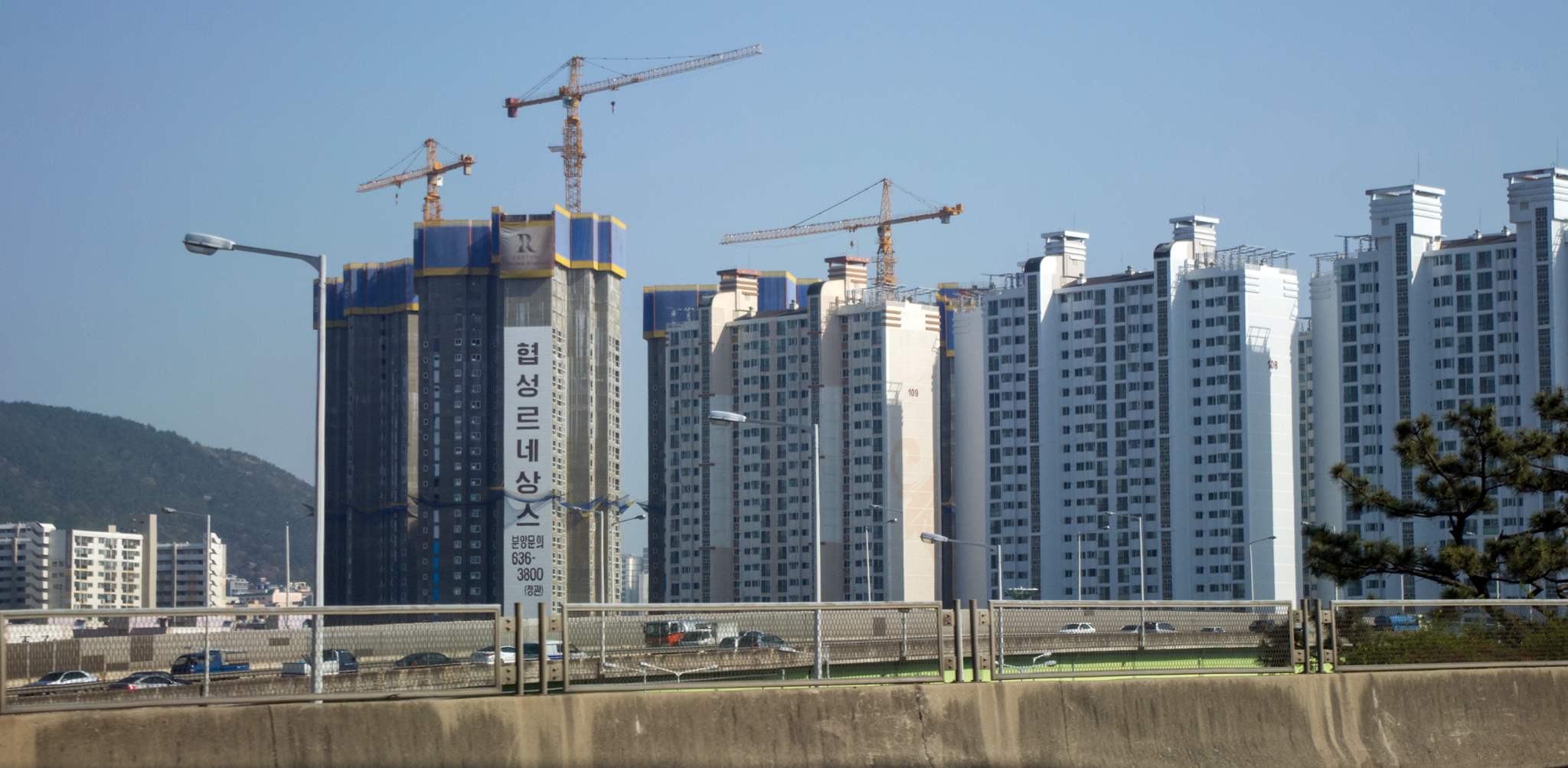
반여동 일대
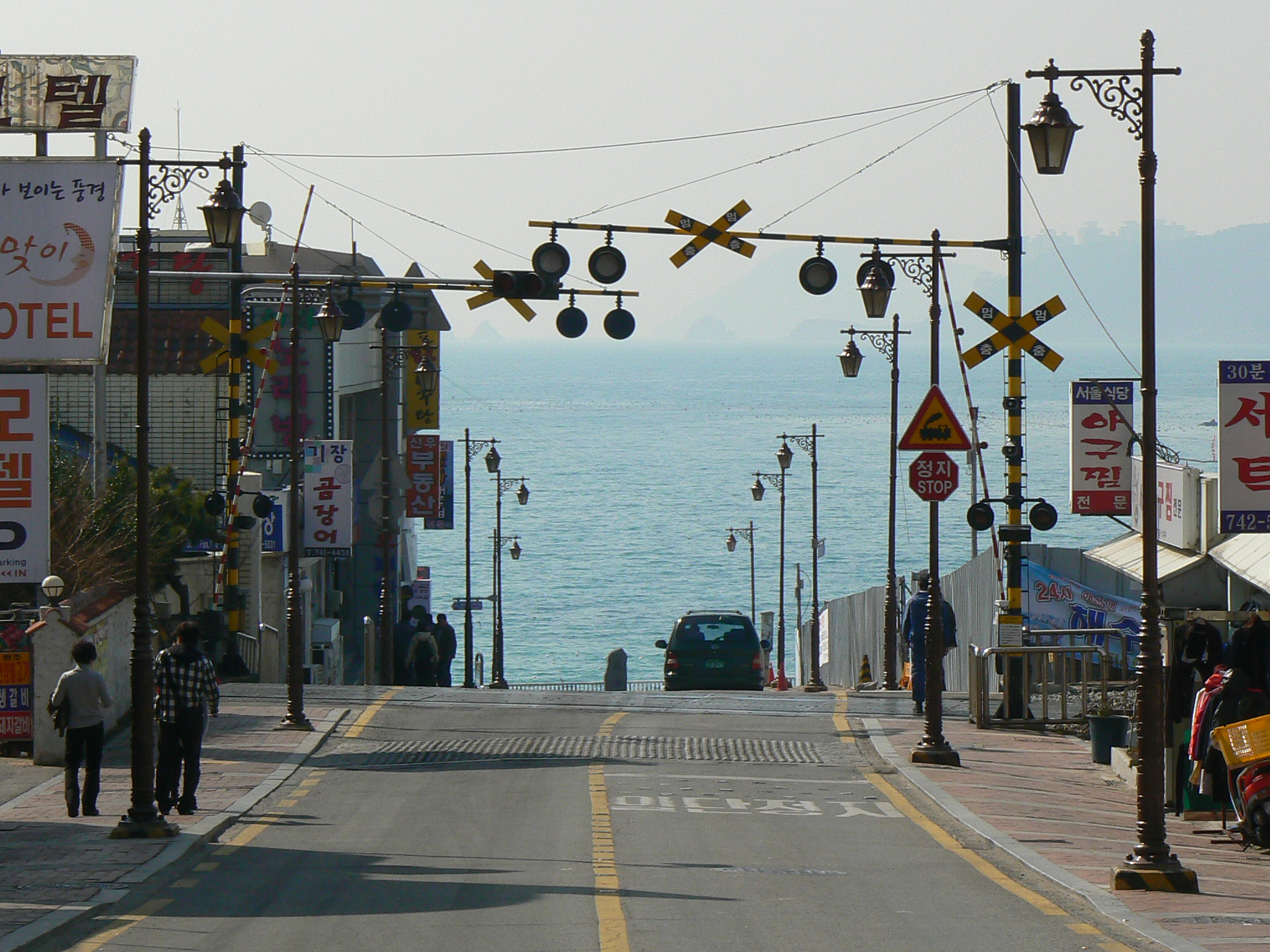
미포
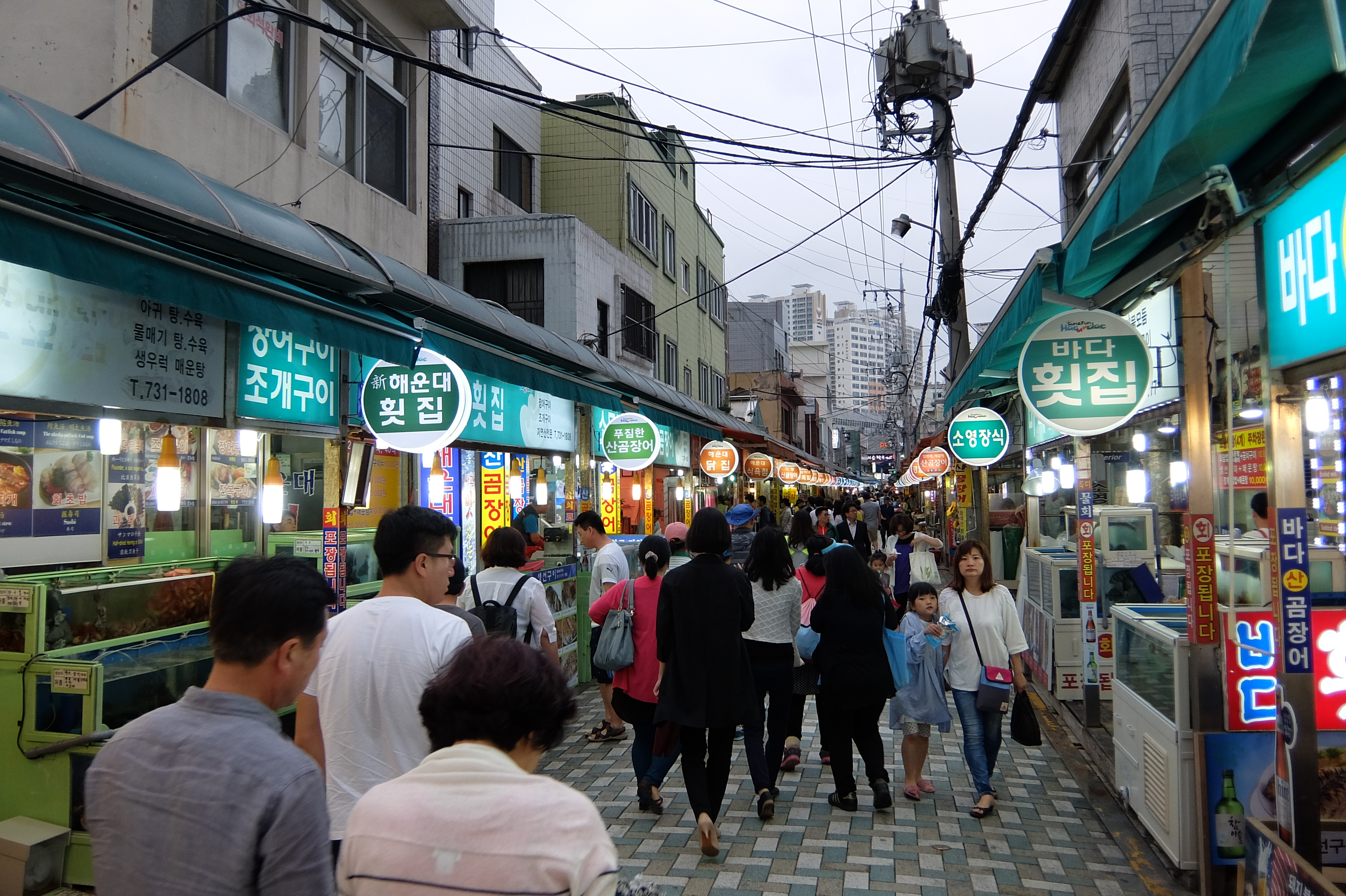
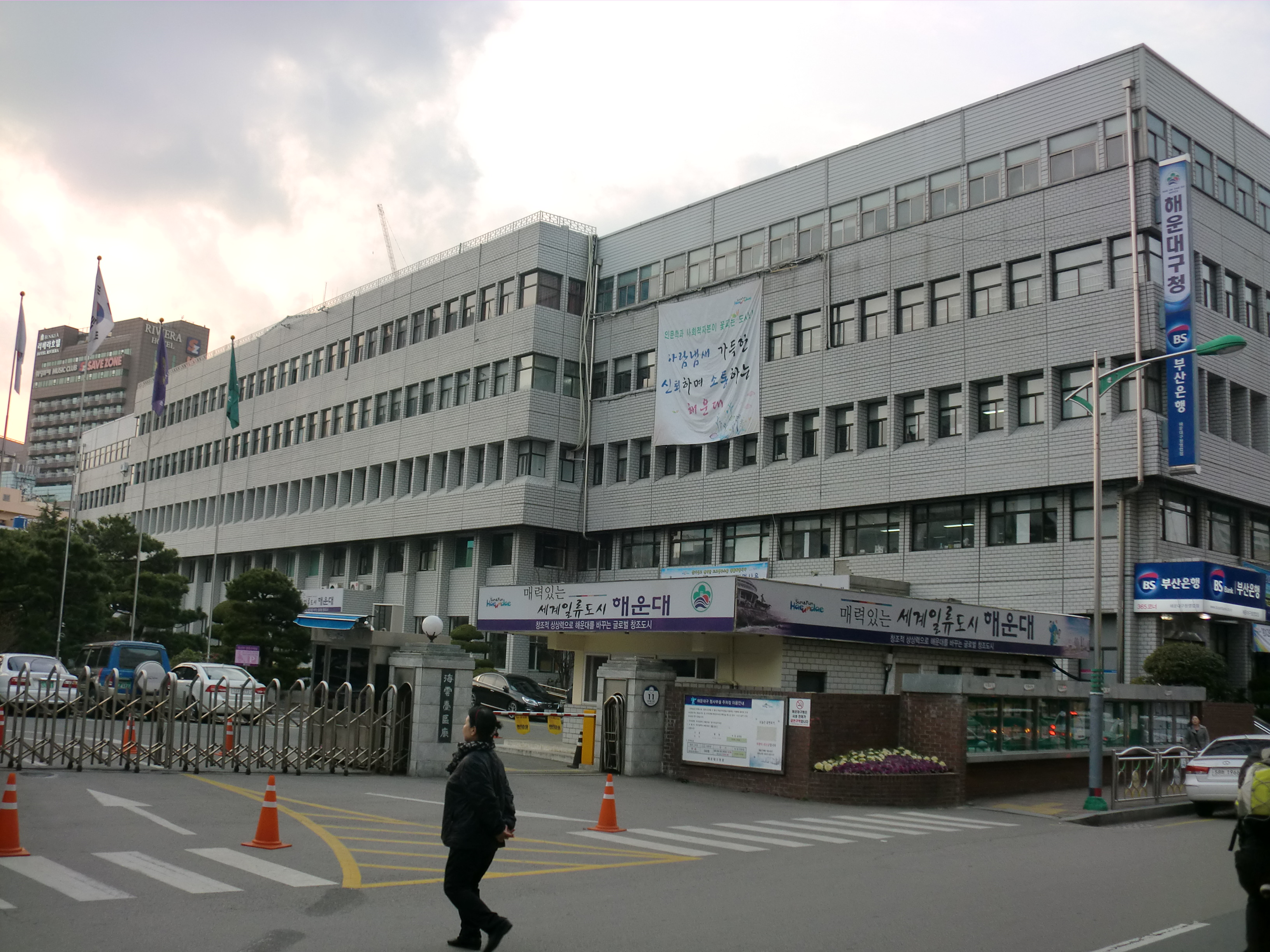
해운대구청

### 마린시티

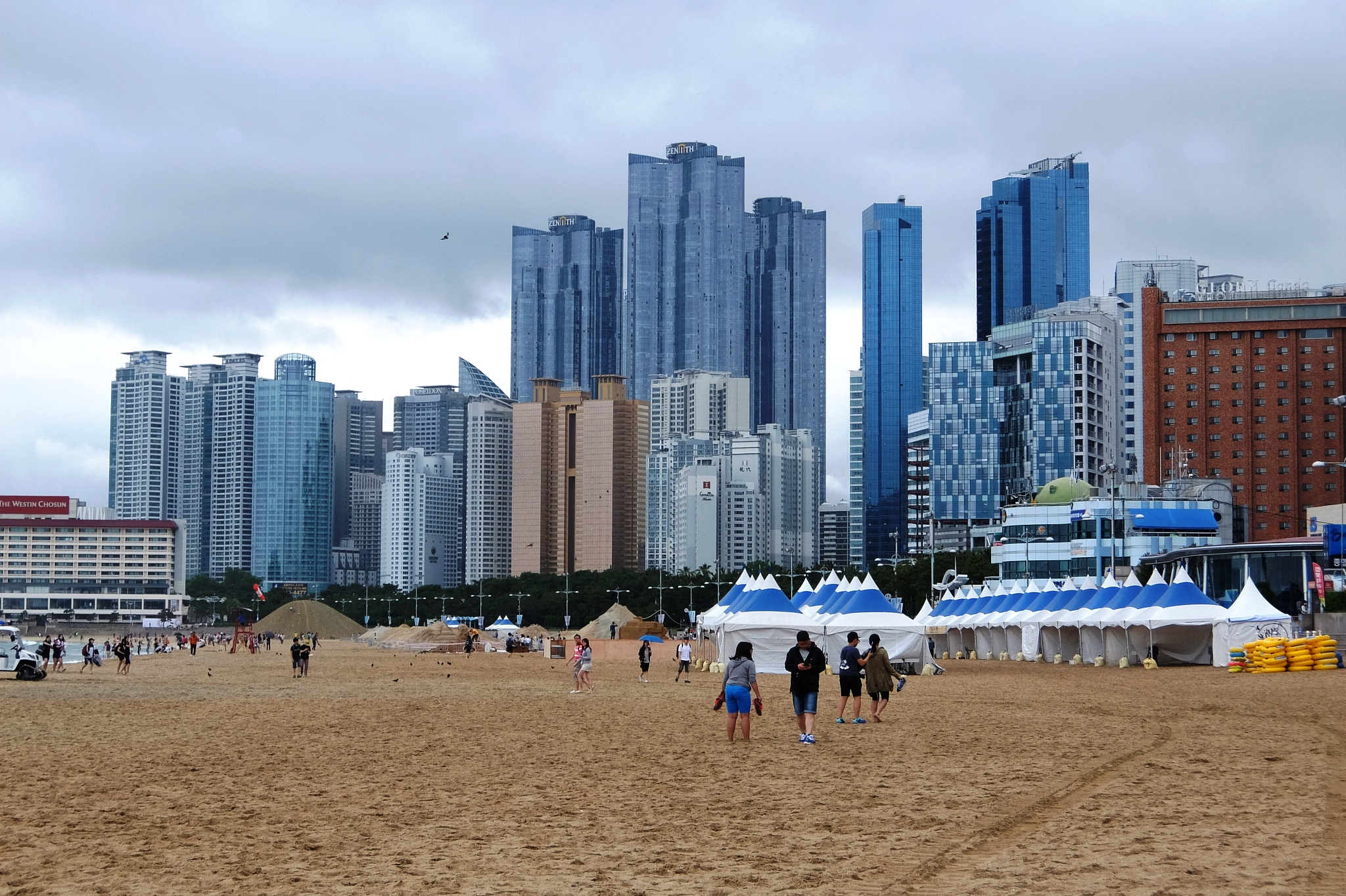
해운대 해수욕장에서 바라본 마린시티
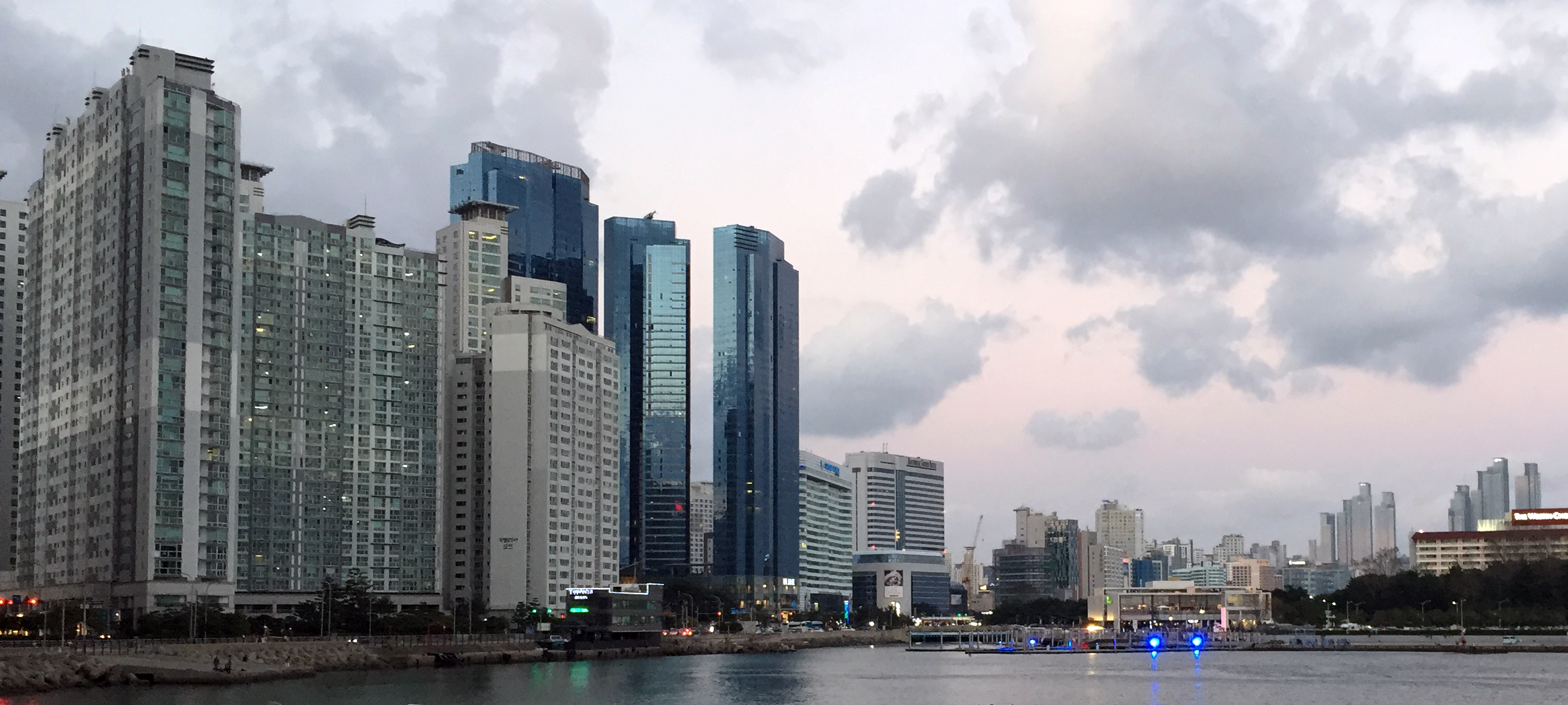
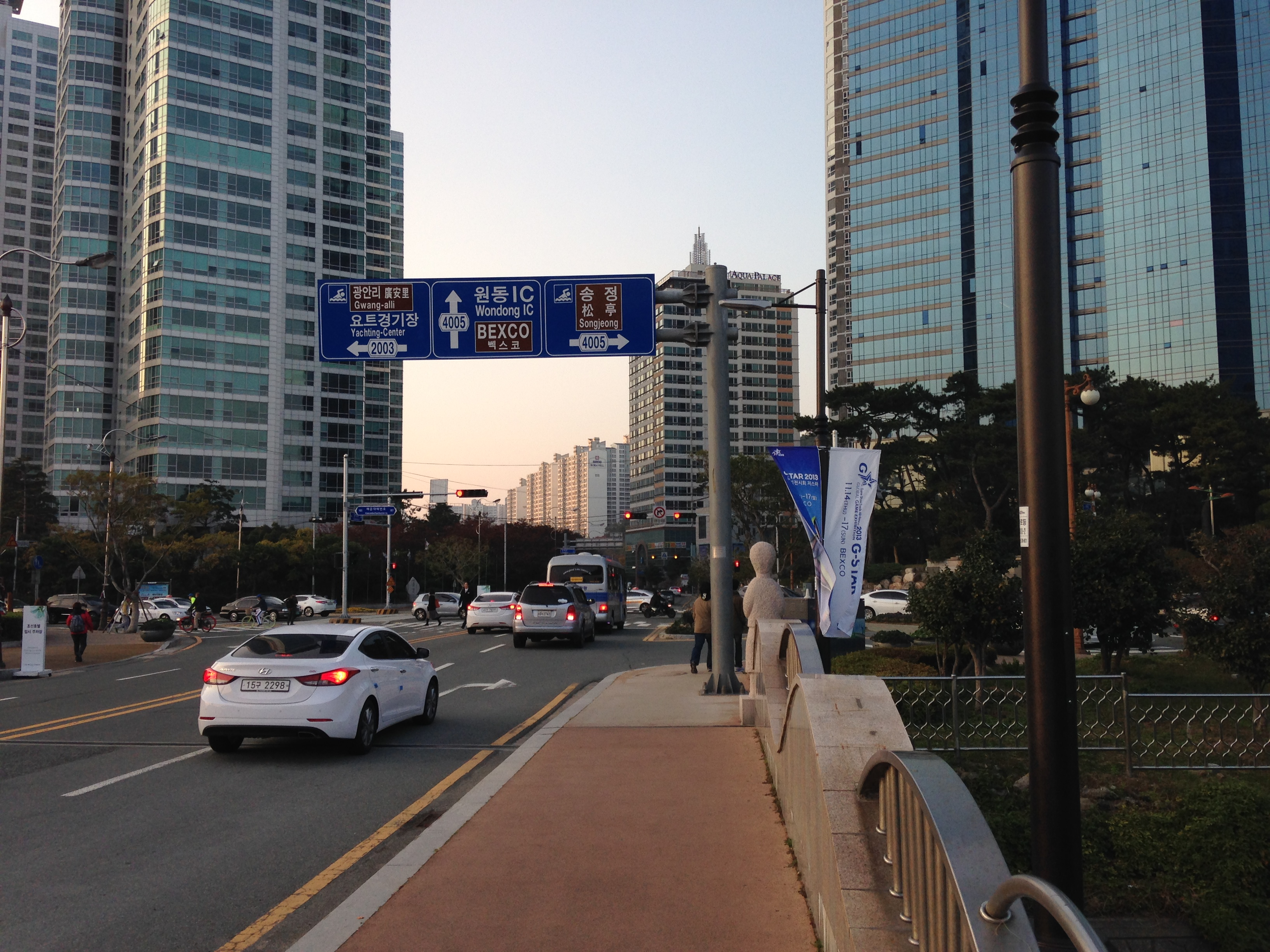
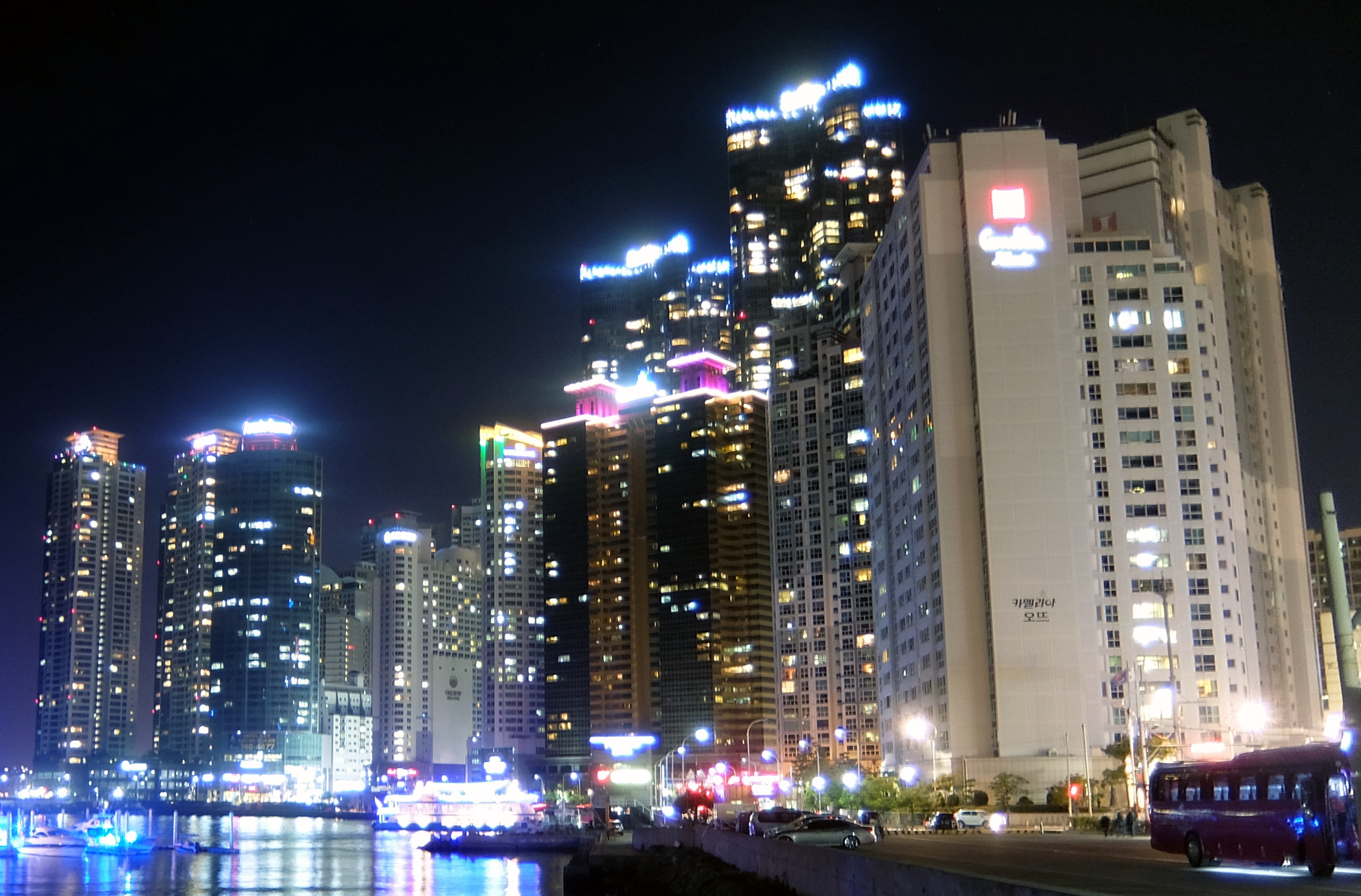
야경

### 센텀시티

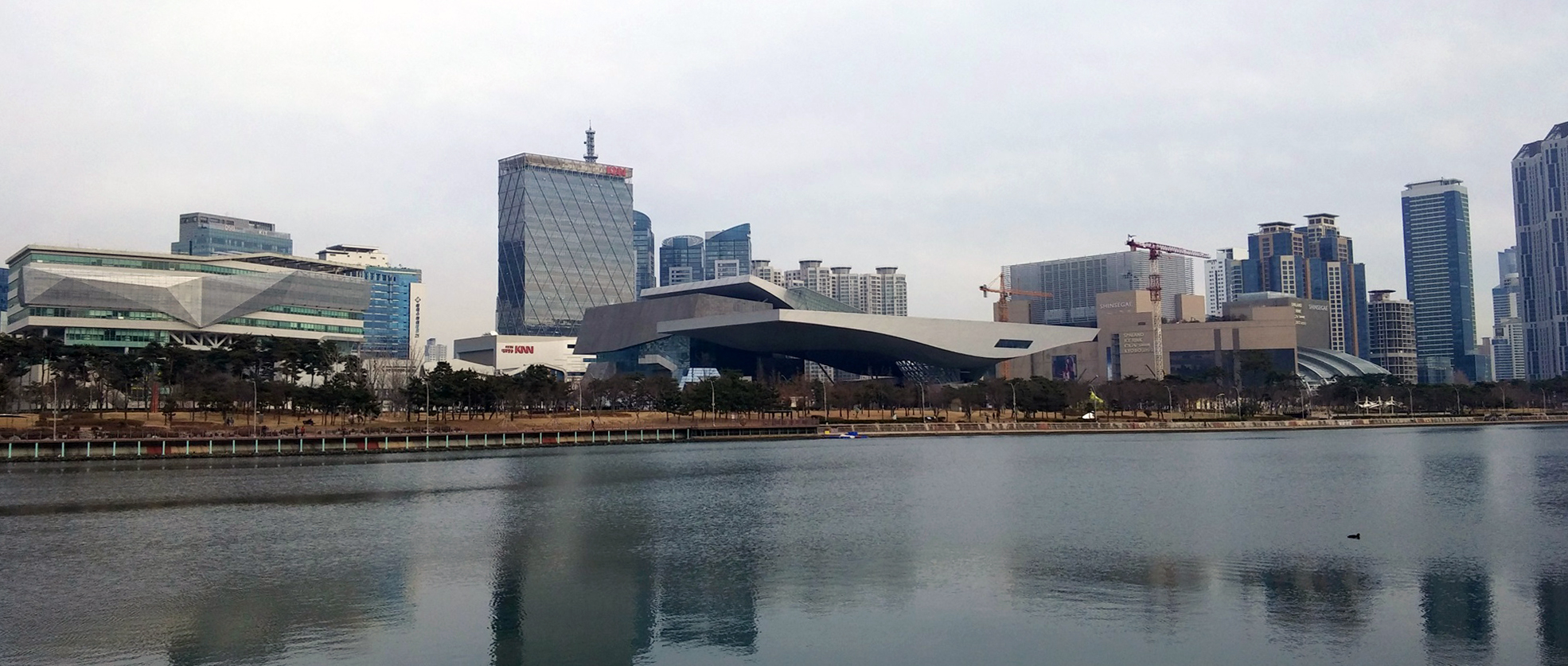
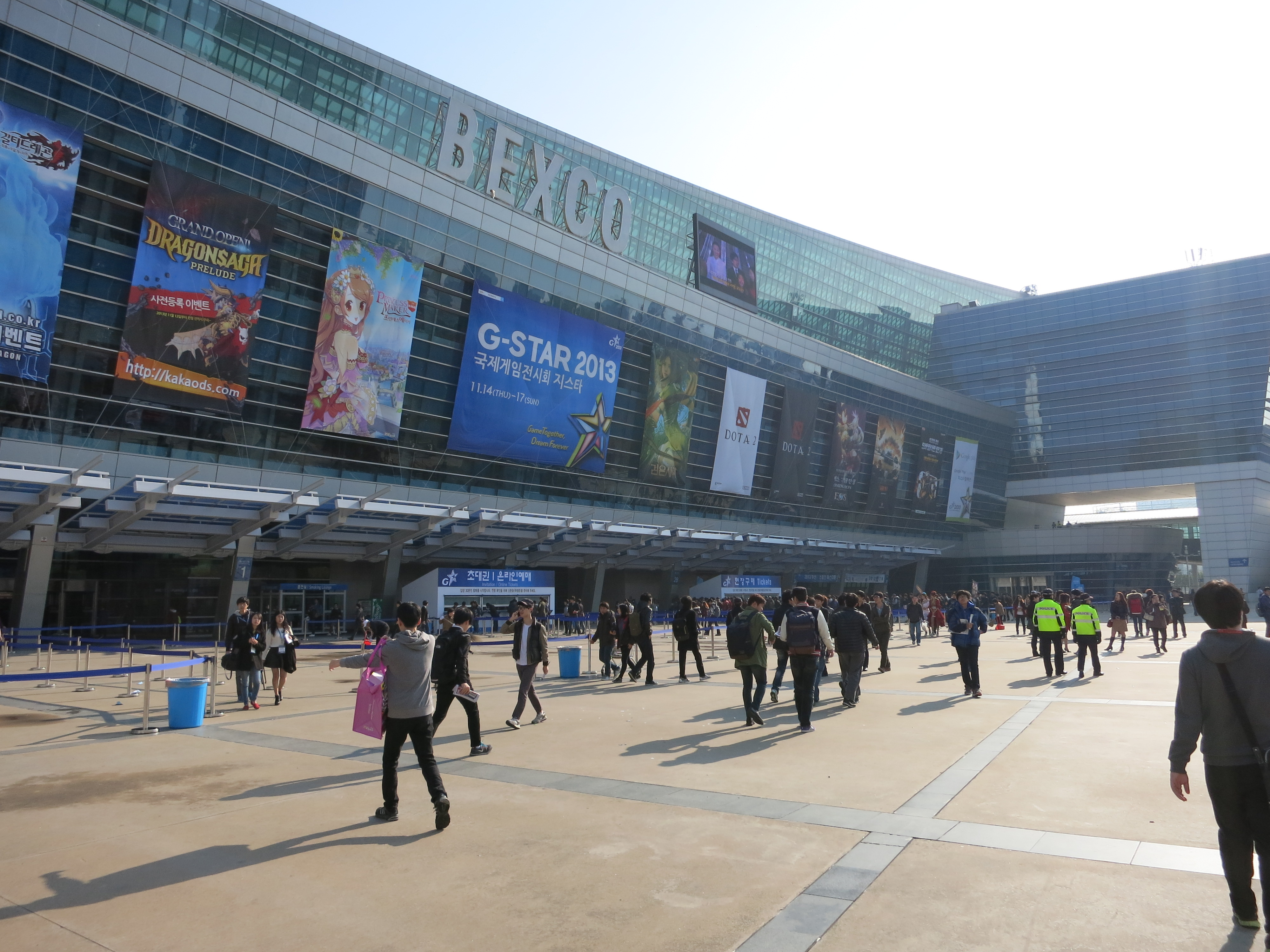
벡스코
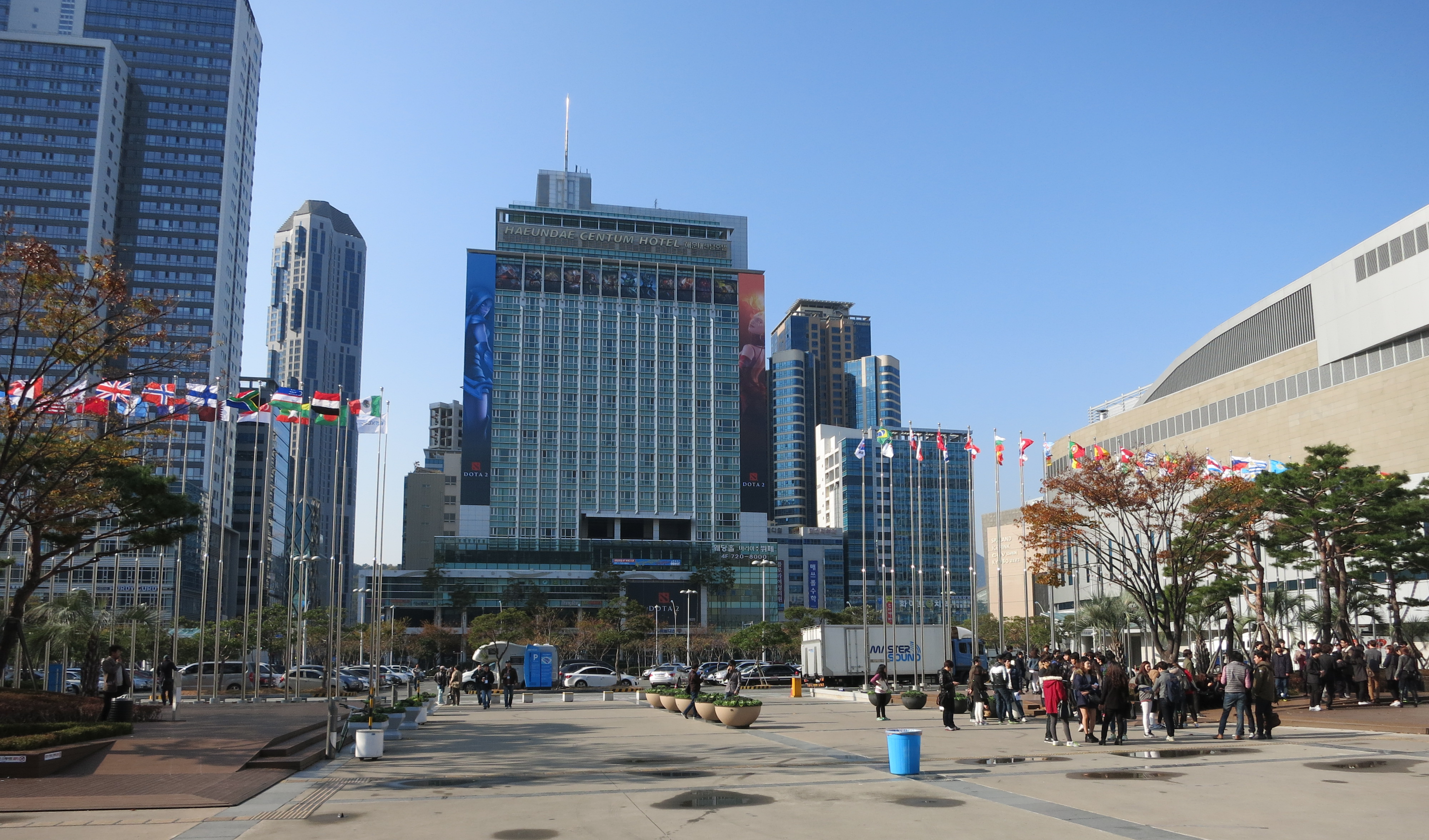
벡스코 앞 광장
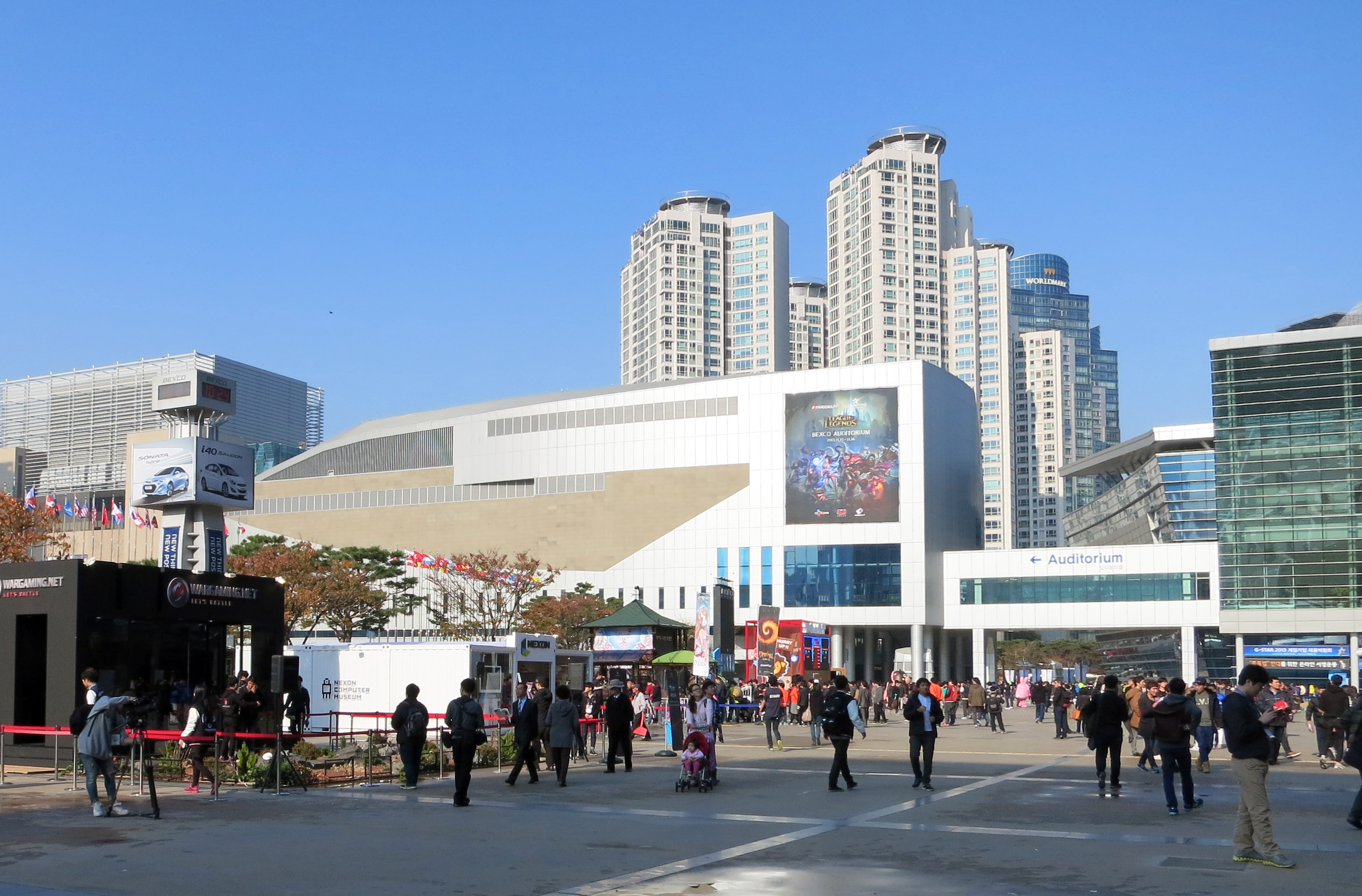
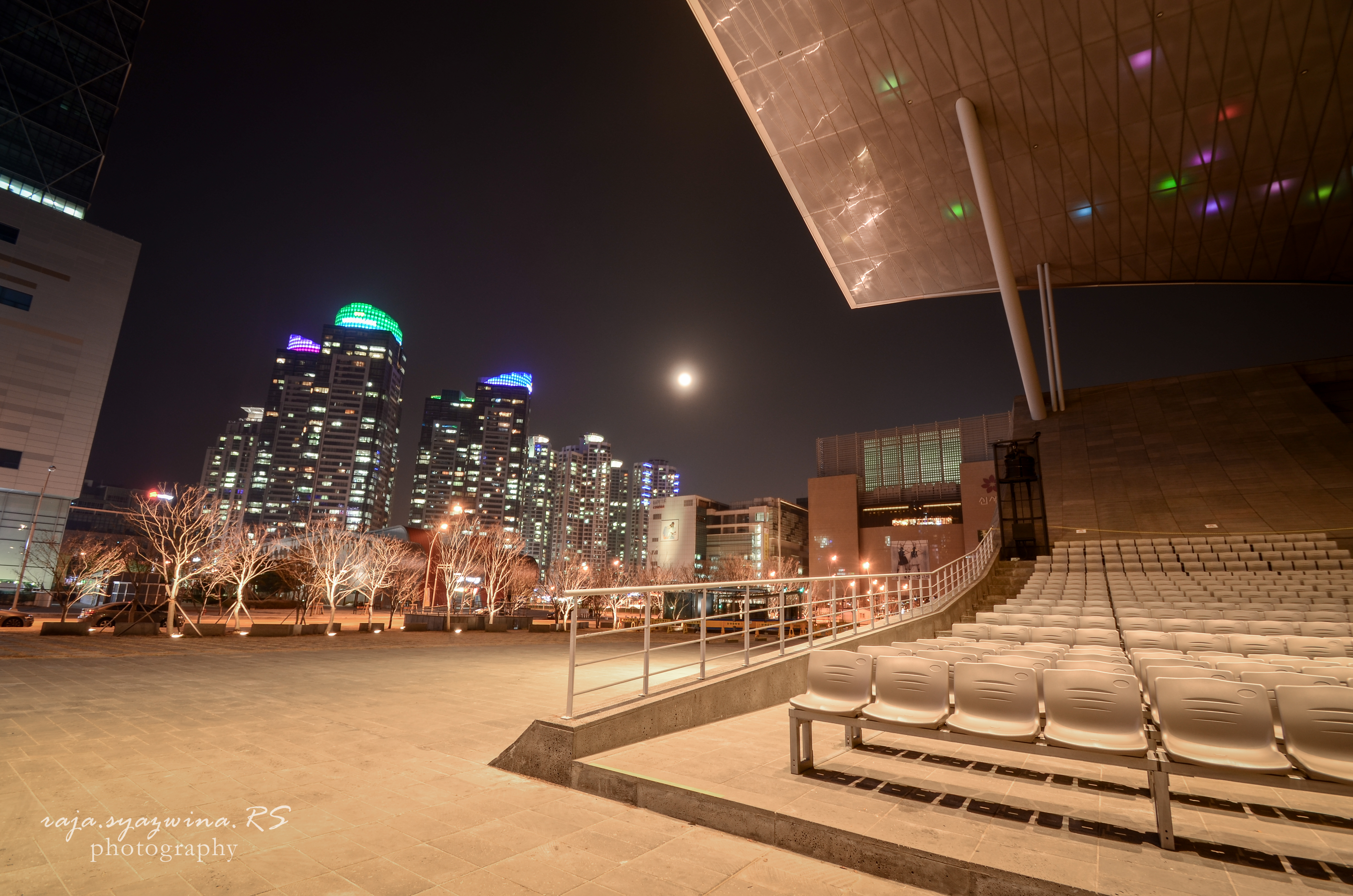
영화의전당과 센텀시티의 야경
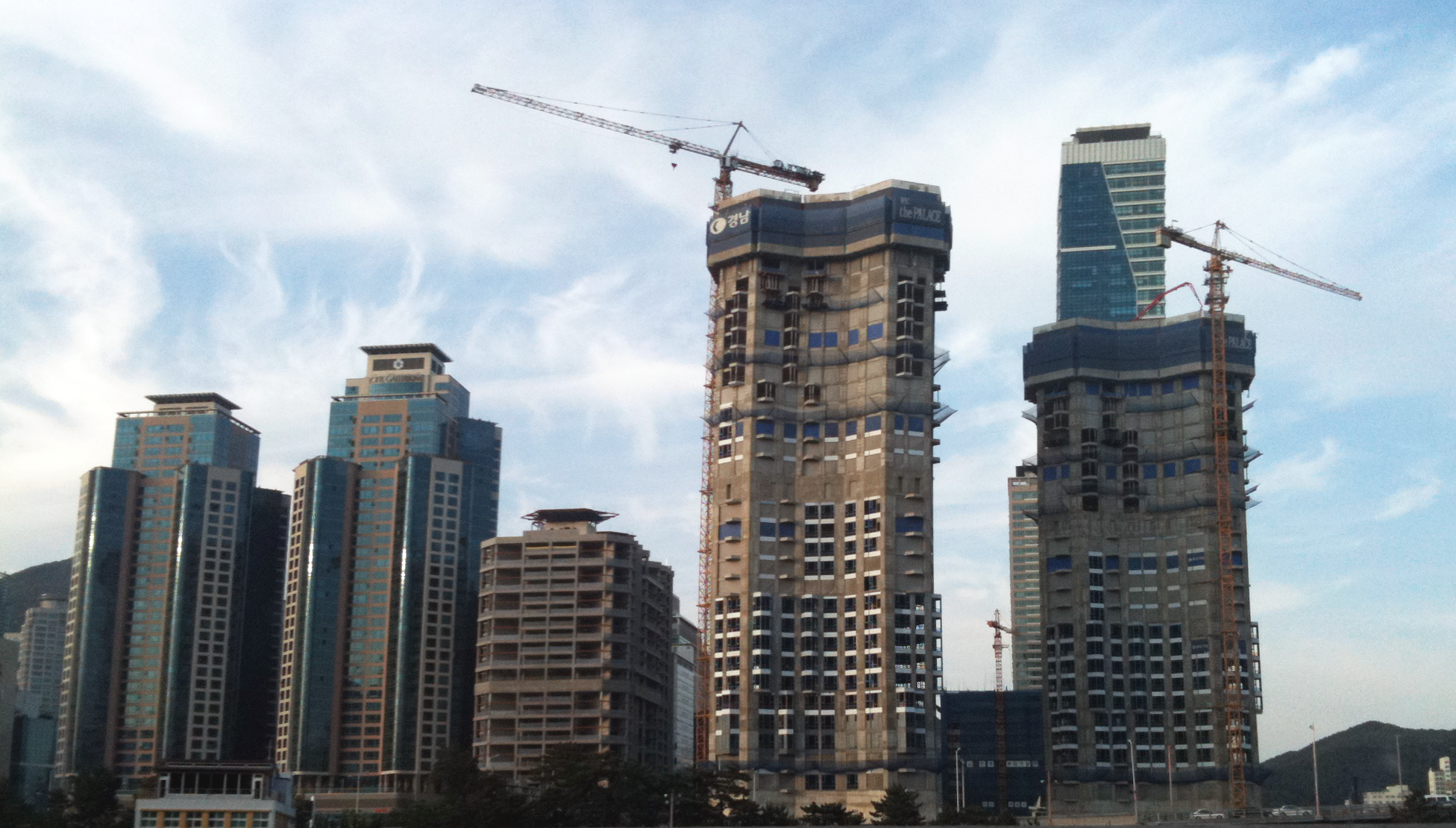
2010년 당시 모습

### 달맞이언덕

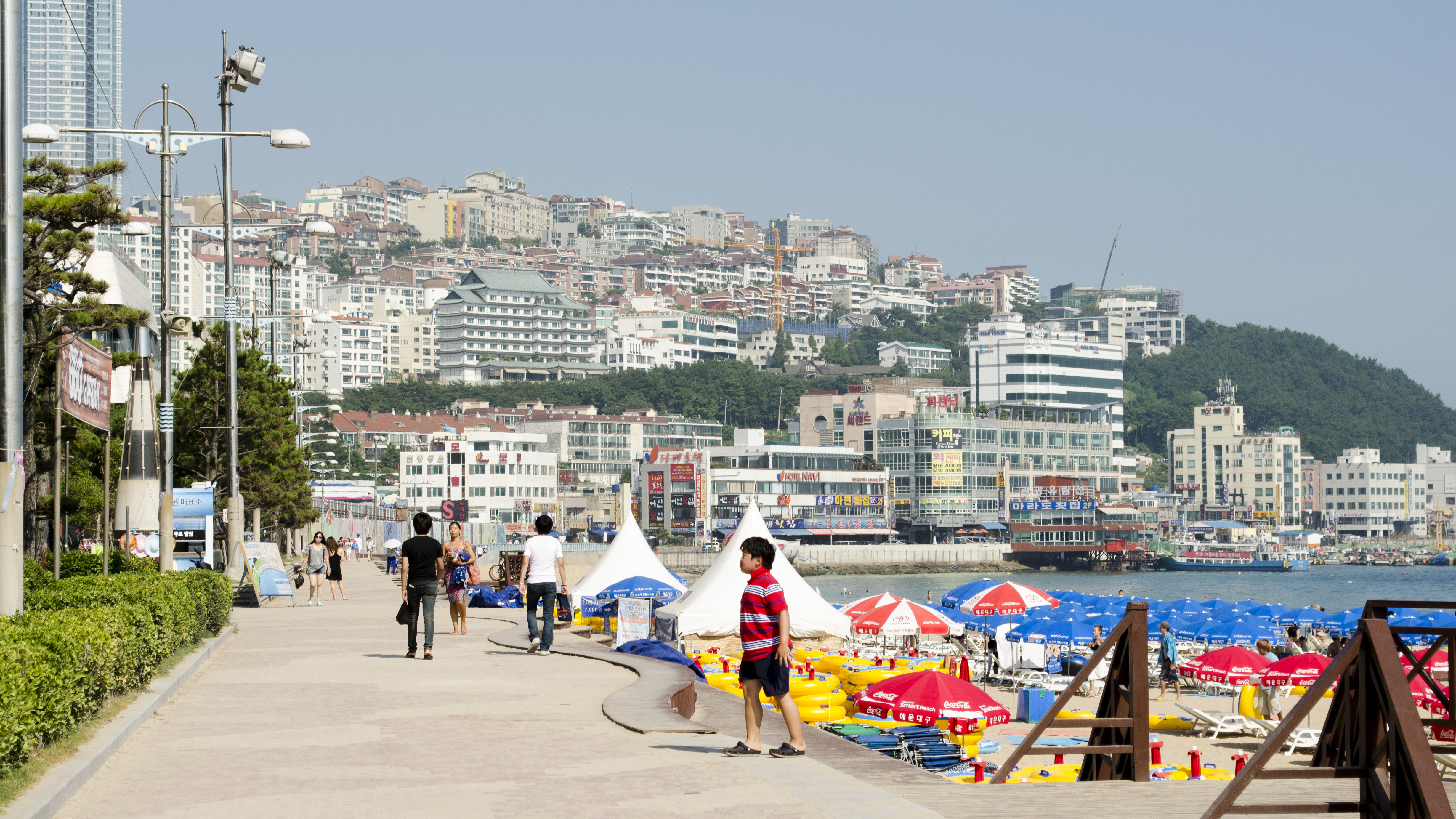
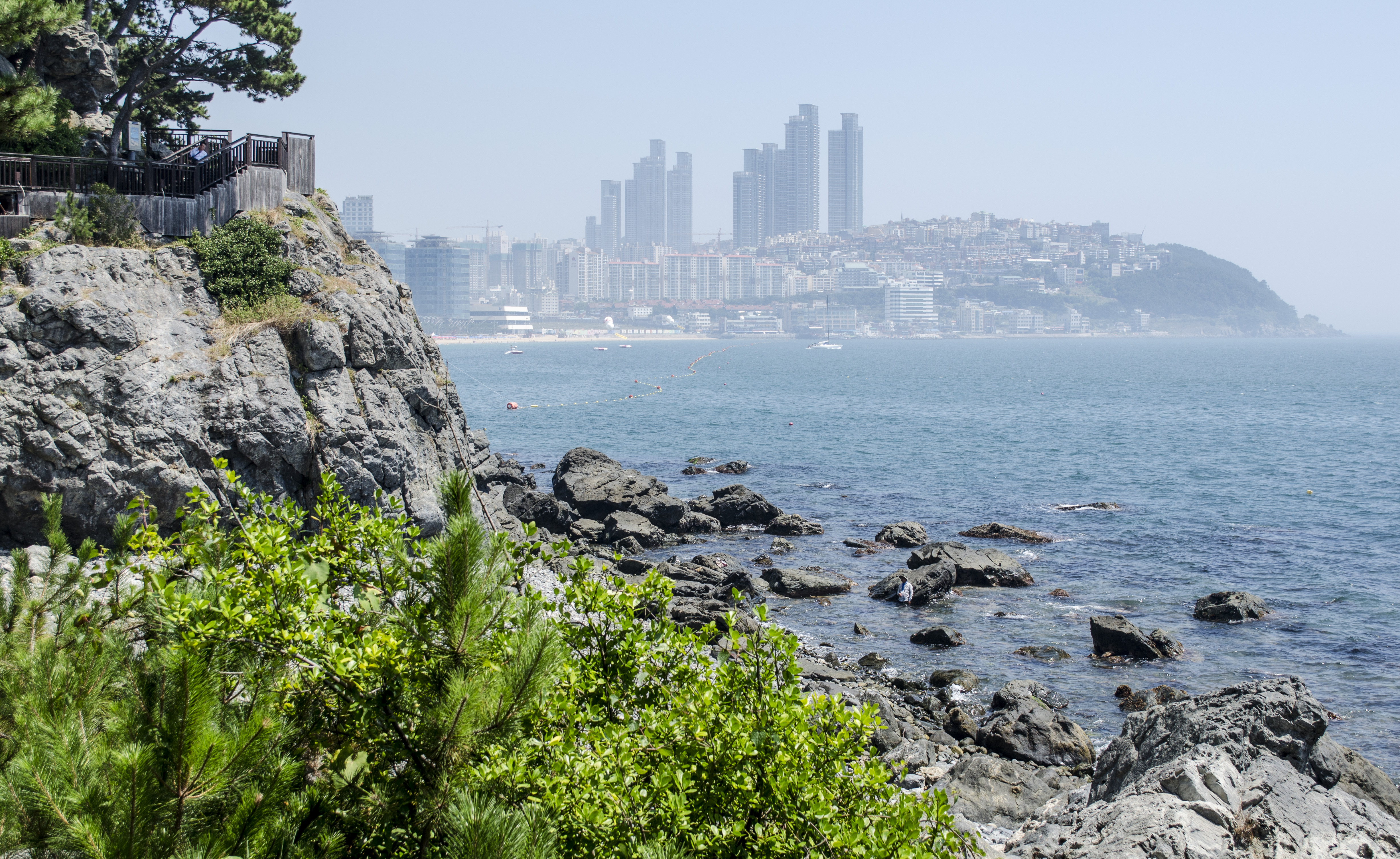
멀리선 본 달맞이언덕
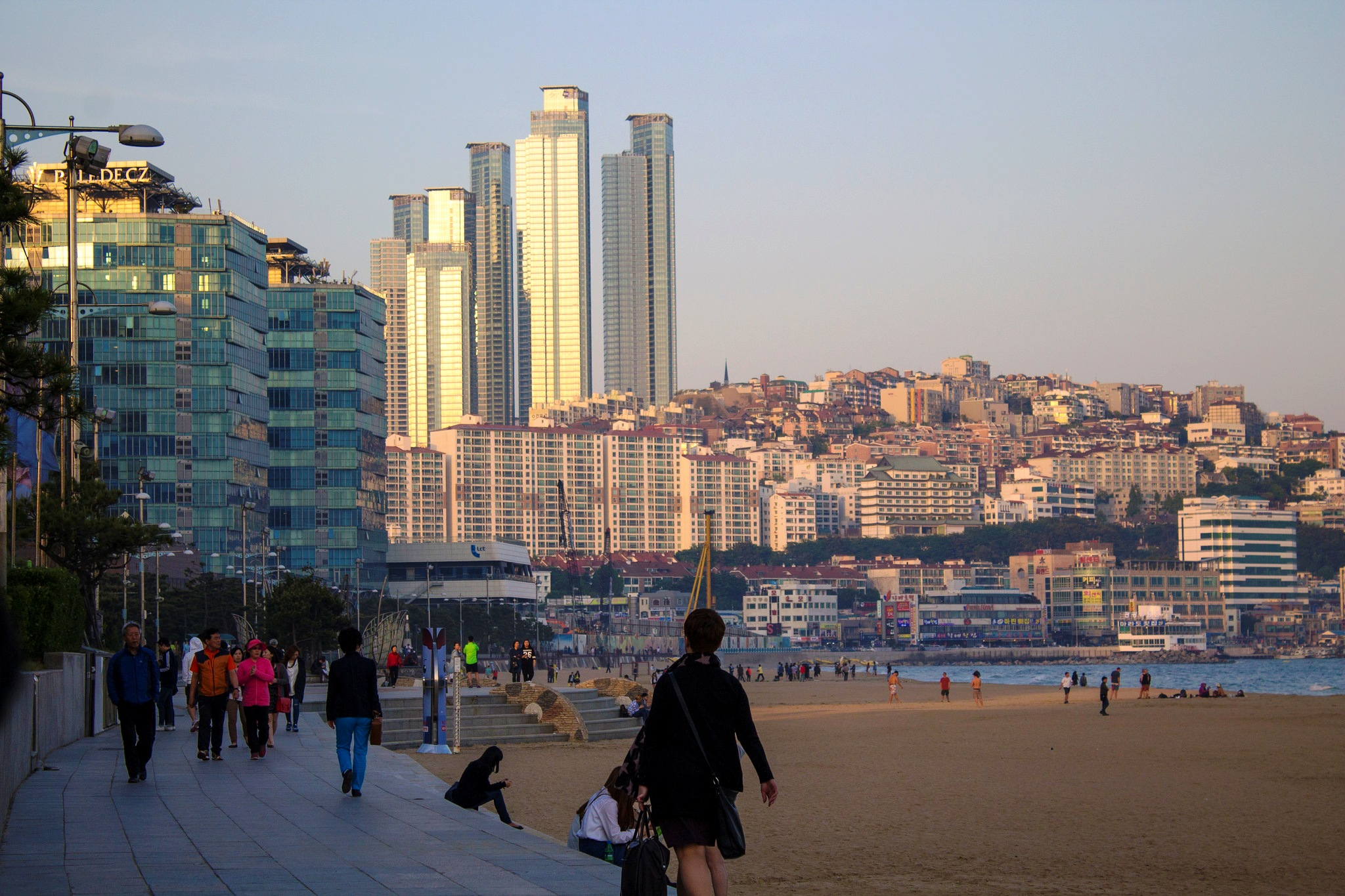
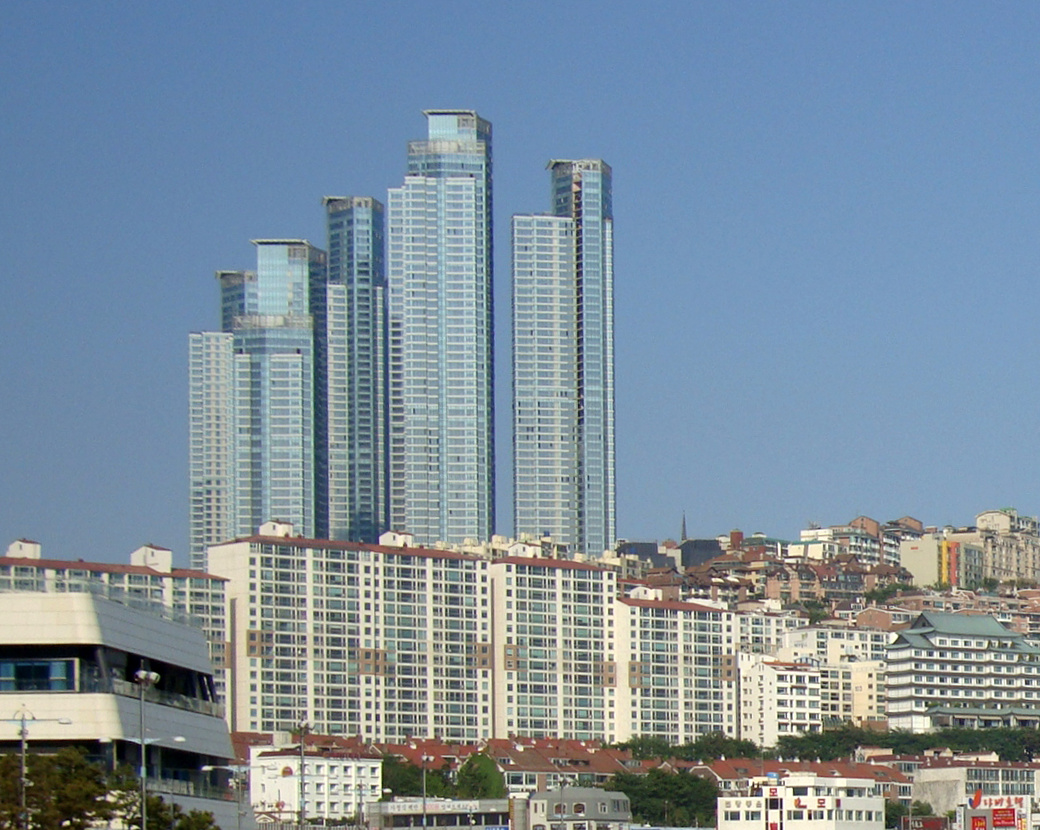

## 자매 도시
| 지역 & 국가    | 도시             | 도시      |
| -------------- | ---------------- | --------- |
| 대한민국       | 경상남도         | 하동군    |
| 대한민국       | 경상북도         | 영주시    |
| 대한민국       | 전라남도         | 해남군    |
| 오스트레일리아 | 뉴사우스웨일스주 | 맨리 시   |
| 중국           | 양저우 시        | 웨이양 구 |

## 같이 보기
- 센텀시티
- 마린시티
- 하나은행
- 부산전시컨벤션센터(BEXCO)
- 신세계 센텀시티